# Авіаційні катастрофи з Ан-2
Авіаційні катастрофи з Ан-2 — це мінімум 631 відома авіакатастрофа 632 літаків типу Ан-2 у різних льотних пригодах світу, у яких загинуло щонайменше 821 особа (за станом на 30 серпня 2019 року).
В Україні за час існування СРСР сталось чотирнадцять авіакатастроф, у яких загинуло щонайменше 46 осіб (із 54, що перебували на борту). За часів незалежності сталось ще 11 авіакатастроф, у яких загинуло щонайменше 5 осіб (із 14, що перебували на борту).
Представлені в таблиці дані є не повними і не остаточними.

## 1950-ті роки
| Дата       | Бортовий номер | Місце катастрофи | Жертви | Короткий опис |
| ---------- | -------------- | --- | ------ | --- |
| 21.04.1951 | СРСР А2597     | СРСР РРФСР на маршруті Кизил-Абакан                                                                                         | 4/4    | Зник безвісти. Літак вилетів з Кизила в Абакан з 500 кг хутра. До аеропорту призначення літак не прибув. |
| 16.06.1951 | СРСР Х986      | СРСР РРФСР, Магаданська область, 45 км на південний захід від аеропорту Омсукчан                                            | 0/8    | Помилка екіпажу. |
| 20.08.1951 | СРСР H566      | СРСР РРФСР, Якутська АРСР, річка Лена                                                                                       | 1/4    | Причиною катастрофи були: виняткова недбалість і відсутність належної дисципліни і порядку в екіпажі, що призвели до зльоту з не знятою струбциной на гойдалці управління елеронами. Струбцина була поставлена штурманом Лашиним при зупинці мотора після першої спроби зльоту, ніким не виявлена і через недбальство не знята перед злетом. Стопоріння елеронів позбавило пілота можливості виправити випадковий крен літака, який був результатом сильної бовтанки, що спостерігалася в даному районі. |
| 20.08.1951 | СРСР H568      | СРСР РРФСР, Красноярський край, Таймирський АО, Усть-Тарея                                                                  | 5/5    | Літак використовувався для проведення льодової розвідки. При заході на посадку на а/д Усть-Тарея на низькій висоті, пролітаючи над яром, літак потрапив у спадний повітряний потік, сталася просадка. Ан-2 зіткнувся зі схилом яру, зруйнувався і згорів. |
| 23.08.1951 | СРСР Г324      | СРСР РРФСР, Бурят-Монгольська АРСР, Північно-Байкальський район, район північного краю озера Байкал                         | 6/6    | Основною причиною зникнення літака є недисциплінованість командира корабля, який грубо порушив правила польотів і вилетів у п'яному стані, після заходу сонця, без польотної карти і прийнятого для районів півночі аеронавігаційного запасу пального. Крім того, командир корабля здійснював політ без письмового польотного завдання і суднових документів, маючи на борту неслужбових пасажирів. |
| 07.09.1951 | СРСР А2583     | СРСР УРСР, район села Горбовичі, Києво-Святошинський район Київська область                                                 | 5/5    | Пілот-інструктор і бортмеханік-інструктор 2-ї окремої навчальної авіаескадрильї ГВФ та три пілоти-слухача виконували навчально-тренувальний політ за маршрутом Київ — Бишів — Бородянка — Київ на висоті 900—1100 м у сприятливих метеоумовах (ясно, вітер 3 м/с). За свідченнями очевидців, літак на висоті 800—1000 м з сильним ревом мотора почав набір висоти з задертим носом. У цей час від літака почали відділятися різні частини. Літак перейшов на ніс і, безладно падаючи, продовжував руйнуватися. На висоті близько 50 м через аварійний люк пілотської кабіни викинулися троє членів екіпажу. Літак під кутом 35-40° впав на землю в районі села Горбовичі Києво-Святошинського району Київської області (24 км на захід від Києва). Екіпаж загинув. |
| 18.09.1951 | СРСР H565      | СРСР РРФСР, Красноярський край, Евенкійський АО, район річки Тукалан                                                        | 0/2    | При виконанні зльоту, незважаючи на зменшену вагу, літак наприкінці розбігу застряг колесами в ґрунт, скапотував і загорівся. Екіпаж не постраждав. Літак повністю виведений з ладу. |
| 06.10.1951 | СРСР Г389      | СРСР РРФСР, Тувинська АО, Сут-Хольський район, м. Хор-Тайга                                                                 | 2/5    | Екіпаж 1-го аерознімального загону ВАГТ Міністерства геології СРСР виконував зйомку. Проходячи через гору Хор-Тайга (2618 м.), вершина якої мала сніговий покрив, літак зачепився правою ногою шасі і правою полукоробкою крил за схил вершини. Внаслідок цього літак розвернувся і вдарився мотором об схил. Мотор відірвався і, палаючий, скотився в ущелину. Літак у перевернутому положенні впав на хвіст по схилу гори і від ударів об виступаючі скелі повністю зруйнувався. Бортмеханік загинув, командир корабля, штурман і двоє бортоператорів отримали поранення. Згодом штурман помер. |
| 23.05.1952 | СРСР А2624     | СРСР Таджицька РСР, Шаартуз                                                                                                 | 1/2    | Екіпаж 225-го загону МВЛ Таджицького управління ЦПФ виконував рейс за маршрутом Душанбе — Шаартуз — Душанбе. Після завантаження 1108 кг вантажу в Шаартузі при польотній вазі 4735 кг він нормально злетів на Душанбе, набрав висоту до 20 м. Потім літак різко збільшив кут підйому і на висоті 30-35 м втратив швидкість, звалився в лівий крен і з розворотом на 160° вдарився об землю. Другий пілот загинув, командир літака поранений. |
| 28.09.1952 | СРСР H591      | СРСР РРФСР, Красноярський край, Таймирський АО, Усть-Тарея                                                                  | 6/6    | У складних умовах пересіченого рельєфу місцевості при сильному поривчастому зустрічно-бічному вітрі (до 20 м/с) пілот не впорався з пілотуванням літака і при спробі відходу на друге коло втратив швидкість, звалився на ліве крило і зіткнувся із землею з працюючим мотором. У результаті пожежі, що виникла, літак повністю згорів протягом 3-5 хв. |
| 09.10.1952 | СРСР Ш816      | СРСР РРФСР, Рязанська область, Сасовський район, на північний схід від села Берестянки                                      | 4/4    | Пілот-інструктор Сасовського льотного училища ЦПФ, виконавши два нічних польоти, здійснив третій зліт з аеродрому Сасово-Верхнє. На правому сидінні перебував курсант. На борту також перебували другий курсант і механік за приладами. Набравши висоту близько 100—120 м, літак зробив лівий розворот і з лівим креном на швидкості, що перевищує швидкість планування, пішов на зниження. З командного пункту тричі була передана команда «Приберіть лівий крен». Борт не відповідав і, продовжуючи швидке зниження з креном, в 1 км від місця розвороту (в 1,5 км на південь від аеродрому) о 19:40 зіткнувся з землею в 27 м від обриву яру, що знаходиться в районі північно-східної околиці села Берестянки Сасовського району. При ударі об землю лівий крен становив близько 25°. Просунувшись по землі в сторону яру, літак впав у яр, вдарився об його протилежний схил, зруйнувався і згорів. Екіпаж загинув.                            |
| 01.07.1953 | СРСР А2638     | СРСР РРФСР, Камчатська область, Єлізовський район, 18 км на захід від-на північний захід від села Коряки                    | 11/11  | Катастрофа літака сталася в результаті зіткнення з сопкою. Безпосередньою причиною катастрофи стала недисциплінованість командира корабля, який грубо порушив §§ 311, 312, 344 і 382 НПП ГА-51 та незадовільний стан організації льотної роботи і забезпечення безпеки польотів у 149-му авіазагоні внаслідок низького рівня керівництва льотної роботою з боку командування загону |
| 26.09.1953 | СРСР Л231      | СРСР РРФСР, Бурят-Монгольська АРСР, Баунтовський район, а/п Богадріно (Багдарин)                                            | 3/10   | На борту перед зльотом перебували 8 пасажирів, 300 кг вантажу і 68 кг пошти. Передпольотного огляду літака пілот не робив. Пробігши 110 метрів по смузі, літак відірвався, пролетів 30 м, набрав висоту 1 м і став поступово входити в лівий крен з розворотом, який весь час збільшувався. Пролетівши по дузі, на відстані 120 м від північного кордону злітно-посадкової смуги літак вийшов за узбіччя аеродрому, на відстані 36 м від якої торкнувся нижньої площиною лівої напівкоробки землю, потім торкнувся землі верхньої площиною лівої напівкоробки. Прочертивши ними по землі 32 метри, літак зіткнувся з фанерною будкою торгового кіоску лівої напіворобкою, після чого пішов на ніс і з працюючим мотором вдарився об землю. До удару об землю політ відбувався на висоті 3-5 м. Командир літака, другий пілот і один пасажир загинули. 4 дорослих пасажира і 3 дитини отримали поранення і удари, з них два дорослих пасажири важкі. |
| 08.05.1954 | СРСР H140      | СРСР РРФСР, Північний Льодовитий океан, район Північного полюса                                                             | 0/5    | Причиною аварії став передчасний перехід гвинта в реверс, що викликало появу зворотної тяги в повітрі і, як наслідок, швидку втрату швидкості літака. Через повне зруйнування деталей літака пожежею точну причину встановити не вдалося. |
| 16.05.1955 | СРСР Л5579     | СРСР РРФСР, Челябінська область, 6 км на південь від радгоспу Подовінний                                                    | 8/8    | Перебуваючи в стані сп'яніння, пілот взяв на борт сторонніх осіб (шофер і двоє дівчат), підготував літак до зльоту і запустив мотор. Перед зльотом пілоти перебували на своїх місцях, а одна дівчина в проході між пілотами. На висоті 50-60 м був виконаний правий розворот на 110°, після чого став проводитися політ по прямій з курсом 180°. За свідченнями очевидців, через 2-3 хвилини польоту, на відстані 6 км на південь від аеродрому, літак з горизонтального польоту різко перейшов у круте зниження і з працюючим мотором на великій швидкості вдарився об землю. Всі, хто знаходилися на борту 8 людей загинули. Розслідуванням встановлено, що цілий місяць при роботі на оперативній точці в радгоспі командир літака порушував передпольотний відпочинок, допускав вживання з екіпажем спиртних напоїв і катання пасажирів. |
| 24.07.1955 | СРСР Л2616     | СРСР РРФСР, Єврейська АО, 20 км на південний захід від а/п Біробіджан                                                       | 4/4    | Екіпаж 143 ао Далекосхідного ТУ ГВФ в четвертий раз за день вилетів з а/п Біробіджан на посадковий майданчик Кабала. На борту знаходилося 900 кг вантажу (дві бочки з соляровим маслом) і два працівника геологічної партії. Загальний польотний вага становила 4900 кг, що на 160 кг перевищувало встановлені норми. Виліт був проведений без дозволу, без бюлетеня погоди, з неоформленими пасажирами. Після зльоту, порушуючи вимоги НВП ГА-51, екіпаж зробив розворот на висоті 15-20 м. Пролетівши від аеропорту 20 км на південний захід і пройшовши перевал висотою 600 м, екіпаж перейшов на бриючий політ над лісом. У результаті польоту на неприпустимо малій висоті літак у горизонтальному польоті зачепив за дерева і з працюючим мотором впав у ліс і загорівся. Командир літака, другий пілот і обидва пасажири загинули. |
| 23.03.1956 | СРСР Л3805     | СРСР РРФСР, Камчатська область, Тигільський район, село Воямполка                                                           | 1/5    | Головною причиною катастрофи стало грубе порушення командиром корабля (командиром ескадрильї) встановлених правил польотів, що виразилося у самовільному скиданні ним з борту літака приватного пакета на неприпустимо малій висоті і виконання розвороту з глибоким креном у безпосередній близькості біля землі Катастрофа Ан-2 Дальневосточного ТУ ГВФ в селе Воямполка [Архівовано 2 лютого 2019 у Wayback Machine.]. |
| 20.07.1956 | СРСР Л5554     | СРСР РРФСР, Якутська АРСР, хр. Хадаранія, 175 км на північний схід від а / д Батагай                                        | 4/6    | Зіткнення з горою через погані метеоумови. |
| 20.08.1956 | СРСР Л3488     | СРСР РРФСР, Магаданська область, 23 км від а / п. Гижига                                                                    | 3/4    | Літак здійснював аерогеофізичну зйомку місцевості. При зниженні літак потрапив у хмари і на розвороті зіткнувся з сопкою і загорівся. Практичного нальоту і досвіду польотів у гірських районах екіпаж не мав і на аерогеофізичну зйомку був призначений вперше, маючи при цьому допуск тільки до робіт у рівнинній місцевості. |
| 16.09.1956 | СРСР А2582     | СРСР РРФСР, а/п Сюльдюкар                                                                                                   | 1/3    | Невдалий захід на посадку з вини командира повітряного судна. Літак, зробивши просідання, вдарився колесами основного шасі об берег річки на 1,5 м нижче рівня ВПП з недольотом до її торця 43 метри. При ударі шасі підломилися, обірвалися верхні підкоси моторами і відломились лопаті гвинта. Просунувшись по землі 84 м від місця удару, літак скапотував і згорів. |
| 12.02.1957 | СРСР Л1233     | СРСР РРФСР, Архангельська область, НАО, Каніно-Тіманський район, район п.п. Губістая                                        | 1/2    | Екіпаж 68 ОАО Північного ТУ ГВФ перевозив рибу з а/п Мезень за 210 км на північ на тимчасовий посадочний майданчик Губиста, що знаходиться на східному березі п-ва Канін у тундровій місцевості. При заході літака на посадковий майданчик був закритий туманом. Командир літака, з порушенням НПП ГА-51, замість повернення в Мезень намагався здійснити посадку в Губистій. Під час виконання розвороту в тумані на неприпустимо малій висоті, літак правою напівкоробкою крил зачепився за землю і розбився. Другий пілот загинув, командир літака важко поранений |
| 05.05.1957 | СРСР Л3807     | СРСР РРФСР, Магаданська область, Чукотський АО, сел. Танюрер                                                                | 0/3    | Основною причиною аварії стала груба недисциплінованість і молодецтво командира літака, що здійснив розворот літака на малій висоті з великим креном з пасажирами на борту. |
| 03.10.1957 | СРСР Н567      | СРСР РРФСР, Чукотський АО, сопка Орловська                                                                                  | 0/?    | Проведення аерогеофізичних зйомок. Екіпаж не дотримувався встановленої висоти польоту. Пілот Сарафанов, тактично неграмотно маневруючи під час заходу на зйомку, намагався зайти на схил гори з великим кутом підйому. У результаті літак втратив швидкість, ударившись об великий камінь зніс шасі, пошкодивши нижні площині і фюзеляж. Літак розбитий, відновленню не підлягає. |
| 02.05.1958 | СРСР Н588      | СРСР РРФСР, Красноярський край, 60 км від Ігарки                                                                            | 3/3    | Літак зазнав катастрофи і повністю зруйнувався. Екіпаж Хатангського авіазагону Полярної авіації загинув. Причини невідомі. |
| 27.06.1958 | СРСР Л5643     | СРСР РРФСР, Магаданська область, 140 км на північний схід від Сеймчана                                                      | 2/4    | Виконання авіаробіт, помилка екіпажу. |
| 02.07.1958 | СРСР Л3803     | СРСР РРФСР, Комі АРСР, хребет Західні Саледи, на південь від Інти                                                           | 4/4    | Погані метеоумови. Після зльоту і набору висоти літак увійшов у хмари і через 23 хвилини після зльоту зіткнувся з горою хребта Західні Саледи на висоті 600 м. (за показаннями висотоміра). |
| 27.10.1958 | СРСР 3472      | СРСР РРФСР, Карельска АРСР,                                                                                                 | 3/н.д. | Подробиці авіаподії невідомі. |
| 24.11.1958 | СРСР Л05676    | СРСР РРФСР, Чукотський національний округ, Анадир                                                                           | 0/2    | Набір висоти, помилка екіпажу. |
| 06.07.1960 | СРСР 98282     | СРСР РРФСР, Якутська АРСР, 145 км від а/п Алдан                                                                             | 3/4    | Захід на посадку, екіпаж виконував політ для аерофізичної зйомки місцевості. При заході на майданчик на висоті 50 метрів літак зіткнувся зі схилом сопки і загорівся, помилка екіпажу. |
| 14.10.1960 | СРСР 98293     | СРСР Таджицька РСР, Ленінабадська область, Кайраккумське водосховище, 20 км на захід від м. Канібадам, Канібадамський район | 2/2    | Екіпаж 226-го авіазагону Узбецького ТУ ГВФ виконував АГР в колгоспі ім. Сталіна. При поверненні з оброблюваної ділянки після виконання 9-го польоту екіпаж навмисне відхилився вправо від маршруту на 2-3 км в сторону Кайракумського водосховища. Продовжуючи політ на неприпустимо малій висоті над дзеркальною водною поверхнею і не маючи досвіду польотів над водою, пілот при виконанні лівого розвороту зачепився лівою напівкоробкою крил за воду. Літак при ударі об воду зруйнувався, екіпаж загинув. |
| 10.12.1960 | СРСР 33181     | СРСР Казахська РСР, 35 км на південь від Семипалатинська                                                                    | 12/12  | Екіпаж потрапив у складні метеоумови на маршруті й ухвалив рішення про повернення в аеропорт вильоту. На зворотному шляху літак раптово втратив керування і зіткнувся з землею. |

## 1960-ті роки
| Дата       | Бортовий номер | Місце катастрофи | Жертви    | Короткий опис |
| ---------- | -------------- | --- | --------- | --- |
| 04.04.1961 | СРСР 01248     | СРСР РРФСР, Бурятська АРСР, Північно-Байкальський район, 7-10 км на схід від а/п Довирен                                            | 2/2       | Екіпаж перевезив вантажі Північно-Байкальської експедиції з а/п Нижньоангарськ за 60 км в а/п Довирен. Перший політ виконувався без пасажирів, для проведення розвідки погоди. На борту знаходився вантаж — 6 металевих бочок з соляркою вагою 1300 кг. Через 12-15 хвилин після зльоту екіпаж доповів в АДП про набір висоти 1200 м і повідомив, що погода по трасі хороша. Надалі літак на зв'язок не з'явився і на базу не прибув. 5 квітня зруйнований літак був виявлений в ущелині гір за 7-10 км від а/п Довирен Катастрофа Ан-2 Восточно-Сибирского ТУ ГВФ в районе Довырена [Архівовано 8 червня 2017 у Wayback Machine.]. |
| 18.04.1961 | СРСР 47614     | СРСР РРФСР, Чуваська АРСР, Батиревський район, 1,5 км на північ від села Нове Ахпердіно                                             | 1/2       | Екіпаж, що виконував АГР по розсіву мінеральних добрив, з командиром ланки на борту перелетів до колгоспу «Батьківщина». Командир екіпажу, за відсутності командира ланки, самовільно перелетів на інший майданчик, на якому виконувалися роботи в минулому році. Цей майданчик був частково зораний, у результаті чого зменшились розміри (200х200 м). На четвертому польоті сталася льотна пригода. Виконуючи політ на гонах на висоті 10 м, після прольоту сигнальника, що обмежував розсіювання добрив, літак, пролетівши по прямій 300—500 м, став виконувати лівий поворот з великим креном на малій висоті. Розвернувшись приблизно на 90°, літак зачепив за землю обома консолями лівої напівкоробки крил, потім вдарився лівим колесом і мотором об землю, проповз на моторі 4 м, розвернувся на 180° і, пройшовши по інерції в вертикальному положенні (на моторі) ще 10 м, перейшов на праву полукоробку крил і потім впав на хвіст. Другий пілот загинув. Командир літака отримав важкі поранення. |
| 24.04.1961 | СРСР 98247     | СРСР Вірменська РСР, Пушкінський перевал, 10 км на південний захід від а/п Степанаван                                               | 16/19     | Екіпаж Вірменської ОАД ГВФ виконував рейсовий політ по трасі МВЛ Єреван — Степанаван. На борту перебувало 12 дорослих пасажирів, 5 дітей у віці від трьох місяців до 5 років і 208 кг ручної поклажі. Служба організації перевезень а/п Єреван порушила вимоги наказу № 67-60 р у частині обмеження пасажирів на літаках Ан-2 не більше 12, у тому числі дітей від 2 до 12 років. Польотний вага і центрування літака не виходили за встановлені норми. Після прольоту Спітакського перевалу, при вході в зону АДС а/п Кіровакан, пілот по радіо від іншого командира екіпажу, який прилетів 10-ю хвилинами раніше, отримав відповідь, що перевал закритий і йому слід сідати в Кіровакані. Під час зниження він почув повідомлення по радіо з а/п Степанаван про сприятливу погоди, змінив своє рішення і, всупереч здоровому глузду і вимогам § 222 НПП ГА-58, Інструкції польотів по МВЛ Вірменської ОАД, ігноруючи можливість посадки в а/п Кіровакан, де була гарна, з набором висоти полетів до Степанавана через закритий хмарністю Пушкінський перевал Базумського хребта. При виконанні польоту в хмарності пілот, не бачачи можливості виходу з неї, став виконувати лівий поворот, під час якого на висоті 2320 м, в 8 км на захід від маршруту, літак зіткнувся з горою. 12 дорослих пасажирів і 4 дитини загинули. Командир, другий пілот і одна дитина отримали важкі травми |
| 16.01.1962 | СРСР 23721     | СРСР РРФСР, а/п Анадир | 0/3       | Помилка екіпажу, помилка служб управління повітряного руху |
| 21.01.1962 | СРСР 01218     | СРСР РРФСР, Кіровська область, Верхошіжемський район, р-н села Левинське, 70 км на південь від а/п Кіров                            | 10/10     | Перебуваючи на висоті 150 м сталося зіткнення двох літаків. Ан-2 № 01218 впав у ліс у районі села Левинське (70 км від а/п Кіров) і згорів. Екіпаж і всі пасажири загинули. Ан-2 № 02142, який отримав незначні пошкодження, повернувся до а/п Кіров, де здійснив посадку. Екіпаж і пасажири неушкоджені. |
| 27.01.1962 | СРСР 98330     | СРСР РРФСР, Архангельська область, Ненецький АО, 1,5 км від п.п. Фаріха                                                             | 0/3       | Після набору висоти 200 метрів після першого розвороту літак пішов з великим креном зі зниженням вниз і вдарився об землю в 1,5 км від траверзу взльотно-посадкової смуги. Другий пілот, після доставки в лікарню, помер через 1 годину після події. Командир літака отримав забої, перевіряючий отримав важкі поранення. |
| 21.02.1962 | СРСР 47645     | СРСР РРФСР, Магаданська область, Чукотський АО, Чаунський район, на захід від сел. Паляваам, 140 км на південний схід від а/п Певек | 3/3       | Безпосередньою причиною катастрофи є зіткнення літака зі схилом сопки в складних метеоумовах (в хмарності) внаслідок неправильного рішення екіпажу на зниження в районі річки Паляваам для візуального підходу до аеродрому.. |
| 20.03.1962 | СРСР 93473     | СРСР РРФСР, Камчатська область, Усть-Большерецького район, н.п. Кіхчік                                                              | 3/3       | Екіпаж виконував поштово-пасажирський рейс з 5 пасажирами, 117 кг пошти, 176 кг багажу і 300 кг вантажу (58 пляшок спирту) за маршрутом Петропавловськ-Камчатський — Кіхчік з посадкою в Усть-Большерецькому. Польотна вага (4958 кг) і центрування не виходили за межі встановлених норм. Екіпаж після вильоту з Усть-Большерецька здійснював політ на висоті 100 м. (встановлена безпечна висота польоту була 250 м.) і, підлітаючи до а/д Кіхчік, зустрів непередбачений прогнозом погоди снігопад з видимістю 1000 м, але до Усть-Большерецька не повернувся. З третього заходу літак з'явився на посадковому курсі лівіше смуги на 500—600 м. При розвороті літак одночасно верхньою і нижньою площинами правої напіворобки крил зачепився за сніг, впав на землю і повністю зруйнувався. Командир літака отримав важкі поранення, другий пілот і 4 пасажири отримали легкі поранення. Один пасажир, який отримав важкі поранення, помер на другу добу після події.. |
| 15.04.1962 | СРСР 23700     | СРСР РРФСР, Магаданська область, Чукотський АО, м. Карпун                                                                           | 0/2       | Погані метеоумови. Екіпаж не ухвалив своєчасного рішення про повернення, а продовжував політ протягом 3-5 хвилин в заряді снігу при відсутності видимості. Допустивши помилку у визначенні боку знесення і свідомо слідуючи лівіше осі маршруту, екіпаж ухилився від неї на 12 км (на 8 км від траси) в бік гори Карпун висотою 906 м, з якої і сталося зіткнення літака.. |
| 19.04.1962 | СРСР 02168     | СРСР Казахська РСР, Алма-Атинська, 30 км на північний схід від а/п Талди-Курган                                                     | 3/8       | Головною причиною катастрофи стало грубе порушення екіпажем §§ 119, 220, 221, 230 НВП ГА-58, що виразилося у самовільному вильоті, зміні заданої висоти польоту і ігноруванні своєчасного повернення при зустрічі з небезпечними метеоявищ. Це стало можливим за відсутності твердого та правильного керівництва польотом з боку диспетчерів РДС МВЛ Алмати і АДС Талди-Курган |
| 11.05.1962 | СРСР 49262     | СРСР РРФСР, Магаданська область, 60 км на північ від Магадана                                                                       | 2/2       | Після закінчення робочого гону хімобробки ділянки 102 га з набором висоти літак відвернув вліво для виходу на ділянку 180 га. Командир ланки вирішив пройти над цією ділянкою на робочій висоті гону 10-20 м і провести хронометраж заходу. У процесі розвороту над лісом з висотою дерев 10-12 м з окремими деревами висотою 20-25 м, ще не мали листя і були погано помітними на тлі сірої сопки, літак зачепив верхівку дерева спочатку нижньою лівою площиною, потім, втрачаючи висоту, зачепив інше дерево правою напівкоробкою. Руйнуючись, літак на відстані 110 м від місця першого зіткнення з деревом впав на землю і згорів. Екіпаж загинув. |
| 03.06.1962 | СРСР 07968     | СРСР Туркменська РСР, Чарджоуська область, 2 км від ст. Караул-Кую                                                                  | 1/2       | Головною причиною катастрофи стало грубе порушення правил повітряних перевезень небезпечних вантажів у 167 ОАО. Особливо небезпечний вантаж був прийнятий без дозволу начальника управління і без упаковки, необхідної правилами повітряних перевезень. Від так, займання сірчаної кислоти, призвело до пожежі в літаку. |
| 20.06.1962 | СРСР 32619     | СРСР Грузинська РСР, Кутаїська область, 24 км на північний схід від а/п Кутаїсі                                                     | 2/2       | Пасажирський літак при зниженні в гірській місцевості в умовах хмарної погоди на великій швидкості в режимі горизонтального польоту зіткнувся з деревами на вершині 850-метрової гори. Зрізуючи спочатку верхівки, а потім дерева, літак, руйнуючись, просунувся по схилу гори на 95 метрів від місця першого торкання дерев, зупинився і загорівся. Командир літака з важкими пораненнями і сильними опіками була знайдений колгоспниками в 200 м від літака біля струмка. Він розповів їм, що сталася катастрофа, і з ним був ще один пілот. Потім він знепритомнів і через півгодини помер. Другий пілот був знайдений колгоспниками в кабіні згорілого літака |
| 28.06.1962 | СРСР 13653     | СРСР Казахська РСР, Кустанайська область, район н.п. Ксеньєвка (160 км на північний схід від м Кустанай)                            | 3/4       | Екіпаж 155 ОАО Казахського ТУ ГВФ весь червень 1962 року виконував АХР по боротьбі з бур'янами в Кустанайській області. 27 червня, після усунення несправностей, екіпаж вилетів до місця робіт до радгоспу ім. Кірова та 28 червня працював на оперативній точці на АГР. Внаслідок грубої недисциплінованості екіпажу і авіатехніка (взяли на борт дівчину 15 років і хлопчика 7 років) з метою створення гострих відчуттів екіпаж після виходу з гону круто набрав висоту і виконав лівий стандартний розворот з неприпустимо великим креном і малою швидкістю. Внаслідок цього літак увійшов у круту спіраль, вдарився лівою полукоробкою об землю, зруйнувався і повністю згорів. Всі, хто знаходилися на борту отримали важкі опіки. Від опіків дівчина і хлопчик померли в той же день, другий пілот помер на другий день. |
| 03.07.1962 | СРСР 05833     | СРСР РРФСР, Приморський край, Спаський район, 2 км на південний схід від села Гайворон                                              | 2/2       | Екіпаж 145 ВАТ ДВТУ ГВФ обприскував гербіцидами сільськогосподарські угіддя у Спаському районі Приморського краю. О 20:20 екіпаж здійснив зліт, зробив два гони над пшеничним полем і при заході на черговий гін при розвороті на висоті 6-7 м з креном 45-50° зачепився лівим верхнім крилом за землю і розбився. Літак повністю зруйнувався і частково згорів. Екіпаж загинув. |
| 07.07.1962 | СРСР 70889     | СРСР Казахська РСР, Кзил-Ординська обл., Чіілійський р-н, колгосп Тонкеріс                                                          | 2/2       | Командир літака перед польотами в новому господарстві не оглядав ділянки ні з землі, ні з повітря, і приступив до роботи без складання схем ділянок. В.о. командира 158 ОАО допустив пілота, що літав раніше на АГР на Як-12, без проходження повторної теоретичної підготовки до АГР, підготовчих робіт з екіпажем. Другий пілот також вперше почав працювати на АГР в 1962 р.. |
| 09.10.1962 | СРСР 49249     | СРСР Узбецька РСР, Кара-Калпацька АРСР, 2 км від а/п Нукус                                                                          | 3/3       | Основною причиною катастрофи є втрата просторового положення в нічному польоті командиром Ан-2 Мічніком внаслідок його непідготовленості до пілотування літака за приладами в темну ніч в безорієнтирній місцевості. |
| 19.11.1962 | СРСР 07920     | СРСР УРСР, Рівненська область, Сарновський район, 1 км на південь від села Кам'яне                                                  | 9/9       | Екіпаж 91 ОАО Українського ТУ ГВФ в складі командира літака, другого пілота й авіатехніка виконував АГР по розсіюванню мінеральних добрив у с. Тинне. Члени екіпажу, випивши в буфеті горілки з двома колгоспниками, разом з іншими чотирма колгоспниками прибули до літака. Авіатехнік разом із командиром літака, нібито з метою випробування сільгоспапаратури в повітрі, здійснили зліт, виконали коло на висоті 50 м і посадили літак. Другий пілот, який перебував при обльоті літака на землі, запросив 4-х колгоспників і двох шоферів і сам зайняв своє місце в пілотській кабіні. Згодом командир літака здійснив зліт. Після набору висоти 50 м над селом Тинне пілот розвернув літак у напрямку села Кам'яне. При підльоті до річки Случ (між селами Тинне та Кам'яне) екіпаж перевів літак на зниження, а потім набрав висоту. На висоті близько 100—120 м екіпаж різко перевів літак на круте зниження. У момент дачі штурвала від себе і подальшого його взяття на себе, 6 чоловік, що стояли через відсутність сидінь у пасажирській кабіні, під впливом сили інерції перемістилися до 15 шпангоута, що створило заднє центрування близько 40 % САХ при гранично допустимій задній центрівці 33 % САХ. Літак, перейшовши в крутий набір висоти, на висоті 120—130 м втратив швидкість і, перейшовши в пікірування, під кутом 50-55° зіткнувся з землею на великій швидкості з працюючим двигуном. Всі 9 людей загинули. |
| 19.12.1962 | СРСР 15939     | СРСР РРФСР, Татарська АРСР, Казань                                                                                                  | 1/14      | Відмова двигуна сталася внаслідок попадання під фаску клапанів впуску твердих частинок смолистих відкладень, що утворилися через низьку якість бензину Б-91/115, схильного до неприпустимого смолоутворення у всмоктувальній системі двигуна. Загинув другий пілот. |
| 31.01.1963 | СРСР 28900     | СРСР Вірменська РСР, 5 км на північний захід від Гукасяна                                                                           | 13/13     | Екіпаж 36 АЕ Вірменської ОАД ГВФ виконував політ за МВЛ Єреван — Ленінакан — Ахалкалакі і назад. Потерпілий катастрофу літак був знайдений на трасі польоту, в 30 км з А = 355° від а/п Ленінакан, в районі села Сепасар (5 км з А=300° від н.п. Гукасян). Виконуючи політ на висоті 2400—2500 м в районі н.п. Гукасян, літак зробив різке зниження (з втратою висоти близько 150—200 м.) з подальшим різким набором висоти. Також політ супроводжувався перевалювання з крила на крило. Пролетівши близько 1 хвилини, літак втратив швидкість і, опинившись в штопорні положенні, під кутом 80-90 ° з працюючим двигуном вдарився об землю. За час зниження літак розвернувся навколо поздовжньої осі на 195—200°. При ударі об землю літак повністю зруйнувався. Двигун і передня частина фюзеляжу увійшли в ґрунт на 3 м у вертикальному напрямку. Уламки інших частин фюзеляжу, хвостового оперення і площин перебували на майданчику в радіусі до 15 м від місця падіння. |
| 09.06.1963 | СРСР 33116     | СРСР Узбецька РСР, Ферганська область, 3 км на схід від Куйбишеве (Риштан).                                                         | 1/2       | Основною причиною катастрофи є невиконання командиром екіпажу вимог НВП ГА-58 § 462 (на бриючому польоті відволік увагу від пілотування літака на управління хімапаратури). |
| 14.06.1963 | СРСР 15986     | СРСР РРФСР, Башкирська АРСР, Белебеєвський район, р-н с. Центральна садиба Племзавод ім. М. Горького                                | 1/9       | Безпосередньою причиною катастрофи є зіткнення літака із землею внаслідок польоту і розвороту на неприпустимо малій висоті через недисциплінованість командира літака, другого пілота, авіамоторіста і авіамеханіка, що вживали спиртні напої на оперативній точці і польоті в п'яному стані з метою катання пасажирів. |
| 23.06.1963 | СРСР 09154     | СРСР РРФСР, Красноярський край, 7 км західніше а/п Балахта                                                                          | 4/4       | Безпосередньою причиною катастрофи є втрата швидкості літаком під час виконання екіпажем, який був у нетверезому стані, недозволеної еволюції «гірка». |
| 24.07.1963 | СРСР 43833     | СРСР РРФСР, а/п Караганда | 1/1       | Зліт, незаконне втручання в діяльність авіації. |
| 31.08.1963 | СРСР 01154     | СРСР Вірменська РСР, район Кафана                                                                                                   | 1/16      | |
| 03.01.1964 | СРСР 23740     | СРСР РРФСР, Якутська АССР, близ а/п Батагай                                                                                         | 2/2       | Захід на посадку, помилка екіпажу. |
| 25.01.1964 | СРСР 13651     | СРСР Казахська РСР, Актюбінська область, 18 км на південний захід від Кенкіяка                                                      | 3/9       | Зниження нижче безпечної висоти при зустрічі погоди нижче мінімуму траси, прагнення пілота виконувати політ візуально, проявляючи при цьому особисту недисциплінованість. |
| 09.02.1964 | СРСР 55541     | СРСР РРФСР, Хабаровський край, Аяно-Майський район, поблизу с. Джігда                                                               | 3/3       | Катастрофа сталася через втрати просторового положення пілотом. Цьому сприяло: необладнання злітно-посадкової смуги для нічних польотів, темна ніч, відсутність видимості природного горизонту і світлових орієнтирів, політ без другого пілота, непрогріті пілотська кабіна і пілотажні прилади при низьких температурах зовнішнього повітря, що могло призвести до млявої роботи авіагоризонтів, перевтома пілота при підйомі літака з води і підготовці його до польоту, малий нічний наліт |
| 13.05.1964 | СРСР 09259     | СРСР УРСР Київська область, с. Світильне, Бориспільський район                                                                      | 1/2       | Безпосередньою причиною катастрофи стало приземлення літака з великою вертикальною швидкістю зниження внаслідок втрати швидкості при організації посадки через переведення літака в режим парашутування з метою виправлення допущеної помилки в розрахунку на посадку. |
| 08.06.1964 | СРСР 25467     | СРСР РРФСР, Татарська АРСР, поблизу а/п Черемшанка                                                                                  | 2/5       | Безпосередньою причиною катастрофи стало зіткнення літака із землею в процесі розвороту на неприпустимо малій висоті з креном більше 50°. Головною причиною катастрофи став політ у нетверезому стані і хуліганські дії командира повітряного судна. |
| 03.07.1964 | СРСР 09242     | СРСР РРФСР, Оренбурзька область, Кваркенський район, с. Уртазим                                                                     | 1/2       | Причиною катастрофи стала недисциплінованість командира повітряного судна та другого пілота, що проявилась у підготовці польотів без врахування прогнозу погоди, а також відвернення уваги від пілотування літака на малій висоті. |
| 14.08.1964 | СРСР 62730     | СРСР РРФСР, Калмицька АРСР, поблизу Елісти                                                                                          | 3/3       | Причиною катастрофи став випуск літака в політ з незатянутою і незаконтреннлою кришкою фільтра тонкого очищення палива і краном бензоовідстойника, що призвело до течі бензину і пожежі літака в повітрі. |
| 24.10.1964 | СРСР 01231     | СРСР РРФСР, Хабаровський край, район Миколаївська-на-Амурі                                                                          | 2/2       | Причиною катастрофи став виліт екіпажу без вивчення і аналізу метеообстановки перед вильотом, поганий аналіз метеообстановки службою руху і відсутність контролю з її боку за підготовкою екіпажу перед вильотом, а також слабкий контроль за організацією льотної роботи командно-льотним складом льотного загону. |
| 09.11.1964 | СРСР 43915     | СРСР Молдавська РСР, Вулканештський район, поблизу села Володимирівка                                                               | 4/4       | Причиною катастрофи стало виконання екіпажем польоту в п'яному стані, внаслідок чого при виконанні недозволених еволюцій («гірки») була допущена втрата швидкості. |
| 18.11.1964 | СРСР 09275     | СРСР РРФСР, Мурманська область, Кольський район, район озера Щучье, 20 км на південь від а/п Мурмаші                                | 1/2       | Причиною катастрофи стало ухилення екіпажу за межі кордону траси. Події сприяли: безконтрольність з боку служби руху за польотом літака по трасі, недостатні підготовка і контроль готовності екіпажу до даного польоту з боку командування ескадрильї і льотного загону. |
| 31.12.1964 | СРСР 98388     | СРСР РРФСР, Камчатська область, Карагінський район, поблизу рибозаводу № 72                                                         | 2/10      | Причиною катастрофи стало порушення встановленого мінімуму погоди траси екіпажем літака. Супутньою причиною став прогноз погоди, що не співпав, по маршруту польоту. |
| 02.02.1965 | СРСР 45218     | СРСР Білоруська РСР, Вітебська область, хутір Вархов, Городокський район                                                            | 1/3       | Причинами катастрофи став політ екіпажу в нетверезому стані і хуліганські дії командира повітряного судна, що проявилися у виконанні розвороту з неприпустимо великим креном на малій висоті, що призвело до зіткнення з перешкодами.. |
| 05.02.1965 | СРСР 07914     | СРСР РРФСР, Саратовська область, Краснокутський район, поблизу а / д Горецький                                                      | 8/8       | З метою навчальних польотів злетів пілот-інструктор Гореєв та семеро курсантів 3-го курсу. Набравши висоту 100—120 м, він виконав правий розворот, через 5-6 секунд, літак став розвертатися вліво. Після цього літак став збільшувати крен і зниження: літак з великою поступальною швидкістю і невеликим лівим креном вдарився об землю, зруйнувався і згорів. Всі, хто знаходилися на борту загинули. |
| 25.04.1965 | СРСР 55568     | СРСР РРФСР, Хабаровський край, Нанайский район, 65 км на північний схід від а/п Троїцьке                                            | 12/12     | Екіпаж 143-го льотного загону здійснював поштово-пасажирський рейс № 221-222 за маршрутом Хабаровськ-Троїцьке — Манома і назад і додатково вивезти 6 делегатів на крайовий зліт працівників лісової промисловості, а також 4 дітей з аеропортів Арсеньєва і Манома до а/п Троїцьке. Перший зліт у зворотньому боці був невдалий. За 100 м до кінця злітно-посадкової смуги літак загруз в ґрунті. Вдруге літак взлетів без дозволу (командир літака був у нетверезому стані) по узбіччю ЗПС через посадковий знак «Т». Набравши висоту 200 м, літак зробив правий розворот, ліг на курс 70° — в протилежному напрямку польоту на Троїцьке (курс 300°), і незабаром зник з поля зору. Згодом, вияснилось, що екіпаж втратив орієнтування, політ тривав під час дощу на висоті 400—600 м при поганій видимості. Літак був виявлений з повітря 11 травня 1965 р. в лісі густозалесеної гірської місцевості за 65 км від а/п Троїцьке. Слідуючи з курсом 360° на висоті 350 м над рівнем моря (290 м від рівня а/д Троїцьке), літак почав зачіпати верхівки дерев (перше торкання повітряним гвинтом, надалі правій верхній площиною). В результаті удару площиною літак з колишнім курсом польоту перекинувся і в перевернутому положенні вдарився об землю мотором в 50 м від місця першого торкання, в результаті виниклої пожежі він повністю згорів Катастрофа Ан-2 Дальневосточного УГА в Нанайском р-не Хабаровского края [Архівовано 8 червня 2017 у Wayback Machine.]. |
| 10.05.1965 | СРСР 55768     | СРСР РРФСР, Мордовська АРСР, сел. Чамзинка                                                                                          | 5/6       | Безпосередньою причиною катастрофи став політ на малій висоті, що призвело до зіткнення з телефонним стовпом і проводами, руйнування лівої верхньої площині з наступним ударом літака об землю. Все це було пов'язане із вживанням спиртних напоїв, і в самовільному вильоті в п'яному стані з метою катання працівників міліції районного центру Чамзинка. |
| 21.07.1965 | СРСР 01201     | СРСР РРФСР, Хабаровський край, Сонячний район, поблизу н.п. Гірський, 65 км на північний захід від а/п Комсомольськ (Хурба)         | 1/12      | Безпосередньою причиною катастрофи стало зіткнення літака із земною поверхнею в горизонтальному польоті в хмарах.. |
| 25.08.1965 | СРСР 05856     | СРСР Литовська РСР, Шилале | 1/1       | Безпосередньою причиною катастрофи стали хуліганські дії другого пілота (випите спиртне), його надмірна запальність, переоцінка власних льотних якостей, що виразилися у самовільному зльоті вночі та призвело до катастрофи.. |
| 05.09.1965 | СРСР 23740     | СРСР РРФСР, Карельська АРСР, поблизу а/п Лоухи                                                                                      | 1/н.д.    | Подробиці авіаподії невідомі. |
| 14.01.1966 | СРСР 02185     | СРСР Узбецька РСР, Самаркандська область, Нуратинський р-н, біля н.п. Шамурат                                                       | 11/11     | Екіпаж 163 льотного загону здійснив зліт для польоту на Самарканд по обхідний трасі, маючи на борту 9 пасажирів. Політ спочатку проходив на ешелоні 1500 м при сприятливих метеоумовах. Згодом, екіпаж зустрів погоду нижче встановленого мінімуму, не ухвалив рішення про повернення, в результаті чого потрапив в складні метеоумови, пов'язані з проходженням фронту. КВС, прагнучи вийти зі складних метеоумов до прольоту відрогів гір Каратау, розвернув літак вліво (на схід) в бік кращої погоди (від холодного фронту), слідуючи в опадах при обмеженій видимості уздовж хребта, максимальна позначка якого становить 1 100 м. Літак в режимі зниження під впливом вихрових рухів повітря зіткнувся зі схилом гори в 12 км від осі траси на абсолютній висоті 930 м за 3,4 км від кишлаку Шамурат. Фюзеляж повністю зруйнувався по 18-й шпангоут, всі, хто знаходився на борту загинули. |
| 30.01.1966 | СРСР 02851     | СРСР УРСР Кіровоградська область, поблизу н.п. Велика Виска                                                                         | 1/6       | Метою польоту було ознайомлення з зонами аеродрому, перед польотами з курсантами ШВЛП. Через погіршення погоди (висота хмарності 150 м, видимість 1500 м) літак зіткнувся з землею в районі 63 км залізниці, і попросив допомогу.. |
| 21.02.1966 | СРСР 79943     | СРСР РРФСР, Чукотський національний округ, 6 км від аеропорту Бараниха                                                              | 0/2       | Захід на посадку, помилка екіпажу. |
| 26.02.1966 | СРСР 79910     | СРСР РРФСР, Камчатська область, Єлізовський район, мис Наличева                                                                     | 3/3       | Головною причиною катастрофи стало грубе порушення екіпажем НПП ГА-58, що передбачає в разі зустрічі літака на маршруті польоту з небезпечними метеоявищами і погодою нижче мінімуму траси повернення на аеродром вильоту або запасний аеродром, дотримуючись безпечної висоту польоту.. |
| 02.03.1966 | СРСР 79860     | СРСР РРФСР, Хабаровський край, Амурський район, 16 км на захід від с. Голубичне                                                     | 2/2       | Командир ланки 143 льотного загону проводив тренувальний політ в зоні з перевірки техніки пілотування командира літака після його виходу з відпустки. Літак був виявлений на наступний день в 16 км на захід від ст. Голубічне зруйнованим і частково згорілим. Обидва льотчики загинули. Встановлено, що літак зіткнувся із землею під кутом 20-25° з лівим креном 12-15° на швидкості 250—300 км/год. Перший удар стався шасі і лівою полукоробкою крил. |
| 23.04.1966 | СРСР 02807     | СРСР РРФСР, Краснодарський край, 12 км на схід від Лабинска                                                                         | 3/3       | Головна причина катастрофи — виконання розвороту з неприпустимо великим креном 45° замість 30° і втратою висоти, що було допущено в результаті відволікання уваги від пілотування. |
| 24.06.1966 | СРСР 01127     | СРСР Вірменська РСР, Талінський район, поблизу ст. Артені                                                                           | 1/3       | Безпосередня причина катастрофи — зіткнення з ЛЕП. Супутня причина — знаходження сторонньої особи на борт, який міг відвернути увагу екіпажу при розвороті. |
| 27.07.1966 | СРСР 35474     | СРСР РРФСР, Магаданська область, 80 км від а/п. Гижига                                                                              | 0/4       | Виконання авіаробіт, відмова техніки. |
| 07.09.1966 | СРСР 79816     | СРСР Таджицька РСР, Горно-Бадахшанська АТ, 60 км на захід від н.п. Мургаб                                                           | 6/6       | |
| 09.09.1966 | СРСР 96224     | СРСР Чорне море, 2 км від мису Цихисдзірі (Батумі)                                                                                  | 1/12      | Екіпаж виконував рейси Г-71/72 Сухумі — Поті — Батумі і назад. Через 10 хвилин після зльоту у зворотньому напрямі, виконуючи політ на заданій висоті 250 м на відстані близько 2 км від берегової лінії, екіпаж відчув дворазове здригання і падіння тяги двигуна, після чого він відмовив повністю. Солдат-прикордонник, який перебував на бойовому посту і спостерігав політ літака, показав, що перед зниженням з'являвся короткочасно дим чорного кольору. Екіпаж, припускаючи відмову бензосистеми, дією альвеера (насоса ручної підкачки палива), помпою приемистости і заливним шприцом, намагався відновити роботу двигуна, однак безуспішно. Одночасно КВС довернул літак вправо до берега. У момент торкання літака колесами шасі об воду частина пасажирів і екіпаж, внаслідок миттєвого гальмування, отримали травми. Після приводнення пасажири, допомагаючи один одному, покинули літак через двері, а екіпаж — через попередньо відкриті кватирки ліхтаря пілотської кабіни. Літак після торкання колесами став зариватися двигуном в воду і повільно занурюватися, переходячи в вертикальне положення. Через 7-8 хвилин після приводнення він затонув. Команда риболовецькогосудна підібрала 9 пасажирів і 2 членів екіпажу. Всі вони отримали удари і травми різного ступеня і доставлені до лікарні м Батумі. Літак був виявлений 13 вересня і на наступний день піднятий з глибини 34-36 м за 1800 м від берега. У літаку виявлено пасажира, який отримав при приводнюванні значні травми голови, перебував або в несвідомому або в шоковому стані і потонув разом з літаком. |
| 18.12.1966 | СРСР 46601     | СРСР Таджицька РСР, Ленінабадська область, поблизу Зафарабад                                                                        | 2/2       | Головна причина катастрофи — злочинна недисциплінованість командира літака Бакатіна — самовільне виліт в стані сильного сп'яніння. |
| 13.03.1967 | СРСР 04959     | СРСР Чорне море, в районі узбережжя Абхазької АРСР                                                                                  | 1/1       | Після посадки в а/п Туапсе з Краснодара стороння особа проникла на льотне поле. Як було встановлено, після зльоту викрадач виконував політ над сушею в південно-східному напрямку протягом 1,5 години. Після перетину адміністративного кордону Грузинської РСР він здійснив розворот в бік Чорного моря і продовжував політ над водною поверхнею на гранично малій висоті (10-15 м) у напрямку до турецького узбережжя. Його виявив винищувач-перехоплювач Як-28П 171-го ІАП ППО. Однак, збити Ан-2 ракетами «повітря-повітря» не вдалося. Тоді Ан-2 був обстріляний з авіаційної гармати винищувачем МіГ-17 і впав в море в нейтральних водах. Затонулий літак і тіло викрадача не виявлені |
| 11.05.1967 | СРСР 05604     | СРСР Казахська РСР, Східноказахстанська область, 21 км на південний захід від н.п. Олексіївка                                       | 12/12     | Після прольоту а/п Буран в районі гір екіпаж зустрів хмарність з опадами, нижня межа якої була нижче висоти польоту. Замість негайного повернення на аеродром вильоту, КВС знизився нижче безпечної висоти і увійшов в хмарність. Виконуючи політ в хмарах на висоті нижче безпечної, він запізніло вирішив зробити повернення. При виконанні лівого розвороту з креном близько 15°, розвернувшись на 130° від лінії проходження, літак в горизонтальній площині зіткнувся зі схилом гори.. |
| 11.06.1967 | СРСР 49345     | СРСР РРФСР, Читинська область, 6 км західніше а/п Газимурський Завод                                                                | 1/2       | Істинну причину катастрофи встановити не вдалося. |
| 04.07.1967 | СРСР 98241     | СРСР РРФСР, Волгоградська область, Камишинський район, 12,5 км на південний захід від села Верхня Добринка                          | 3/3       | Головною причиною катастрофи стали хуліганські дії екіпажу в польоті від оброблюваного масиву до посадкової майданчику на неприпустимо малій висоті після вживання спиртних напоїв.. |
| 28.07.1967 | СРСР 09243     | СРСР РРФСР, Хабаровський край, Тугуро-Чумиканський р-н, 16 км на південний схід від сел. Удське                                     | 1/3       | Політ літака від Удського до Курун-Урях і назад виконувався без плану-заявки та без зв'язку літака з Миколаївським РДП. Головною причиною катастрофи стало порушення екіпажем НПП ГА-66, коли екіпаж своєчасно не повернувся в аеропорт вильоту.. |
| 09.08.1967 | СРСР 55799     | СРСР Киргизька РСР, Ошська область, сел. к/г ім. Жданова, Араванський район                                                         | 2/2       | Головна причина катастрофи: припинення роботи двигуна через відсутність подачі бензину, що було викликано порушенням правил експлуатації бензосистеми літака Ан-2 на АХР командиром екіпажу. |
| 13.08.1967 | СРСР 15959     | СРСР РРФСР, Камчатська область, Коряцький АО, 8 км на північ від а/п Аянка, Пенжинський район                                       | 2/3       | Головною причиною катастрофи став самовільний виліт без завдання на політ при закритому аеродромі і повітряне хуліганство в польоті, допущені командиром літака. |
| 29.08.1967 | СРСР 42615     | СРСР РРФСР, Комі АРСР, Залізничний район, 3 км на південь від а/п Мещура                                                            | 6/13      | Головною причиною катастрофи стало роз'єднання тяги з сектором газу в пульті управління через руйнування шплінта, що призвело до падіння потужності двигуна і необхідності вимушеної посадки на ліс. |
| 20.10.1967 | СРСР 29320     | СРСР РРФСР, а/п Ветлуга | 14/20     | На борту перебувало 18 пасажирів (при 12 пасажирських кріслах) та 519 кг багажу і вантажу, з яких 9 пасажирів і 420 кг вантажу були оформлені. Таке завантаження була допущена в результаті злочинних дій екіпажу і начальника а/п Ветлуга. Під час рулювання частина пасажирів перейшла в район 15 шпангоута, створивши ще більш заднє центрування (близько 50 % САХ). Командир літака, знаючи, що перевантаження становить 680 кг, безрозсудно вирішив здійснити зліт. Пробігши 270 м, літак відірвався від землі і різко перейшов в набір висоти з великим кутом. На висоті 5-10 м екіпажем був прибраний газ, після чого літак в трьохточковому положенні вдарився об землю. При ударі основні і хвостова стійки шасі зруйнувалися. Літак, просунувшись по льотному полю аеродрому 23 м з розворотом вправо на 30-4°, зупинився в 65 м від кордону льотного поля і загорівся. Двері пасажирської кабіни при ударі літака об землю були притиснуті мішками і ящиками з яблуками, відкрити їх повністю було неможливо, внаслідок чого всі пасажири і екіпаж не змогли своєчасно покинути палаючий літак. Члени екіпажу та 11 пасажирів загинули в літаку, 1 пасажир помер від опіків на четверту добу в лікарні. 4 пасажири отримали легкі і середні опіки, 2 пасажири неушкоджені |
| 26.11.1967 | СРСР 09210     | СРСР РРФСР, Ставропольський край, поблизу П'ятигорська                                                                              | 2/3       | Помилка служб Управління повітряним рухом. |
| 01.12.1967 | СРСР 96215     | СРСР РРФСР, Тувинская АРСР, Бай-Тандинський район, 7 км на захід від а/п Мугур-Акси                                                 | 6/14      | |
| 04.01.1968 | СРСР 96226     | СРСР Вологодська область, Усть-Кубинський район, 23 км на північний північний захід від а/п Вологда                                 | 14/14     | Екіпаж виконував рейс за маршрутом Вологда — Дбайливе — Вологда, слідував з Бережного в Вологду через Усть-Кубинське. На борту перебувало 12 пасажирів. На ділянці маршруту Усть-Кубинське — Вологда обидва літаки (№ 96226 та № 09667) виявилися на зустрічних курсах і слідували на висоті 200—210 м по випрямленому маршруту, навмисно відхилившись від встановленої МВЛ Вологда — Оларєво — Усть-Кубинське. Літаки, продовжуючи прямувати із зустрічними курсами на одній висоті в одному районі, і, працюючи на різних частотах (126 і 128 МГц), виявилися в умовах погіршеної видимості до 1000 м через проходження снігового заряду… |
| 04.01.1968 | СРСР 09667     | СРСР Вологодська область, Усть-Кубинський район, 23 км на північний північний захід від а/п Вологда                                 | 2/2       | Виконав вантажний рейс Вологда — Усть-Кубинське — Вологда і об 11:04 почав зліт для другого рейсу за цим же маршрутом. На борту перебувало 1 020 кг вантажу (7 бочок з солоним оселедцем). Обидва літаки були обладнані лижними шасі. Об 11:14 за 23 км на північний північний захід від м. Вологди на висоті 200-210 м в снігопаді відбулося їх зіткнення. Літак № 09667 правою полукоробкою зачепив за хвостове оперення зустрічного літака № 96226. Швидкість польоту першого літака в цей момент складала 174 км/год, а другого літака - 173 км/год. Літаки впали в болото за 220 м один від одного під кутами більше 40°. Двигуни і передні частини фюзеляжів занурилися в болотистий ґрунт на глибину до 4 м. Окремі частини літаків були розкидані на площі 200х300 м. |
| 12.02.1968 | СРСР 28946     | СРСР Казахська РСР, Східноказахстанська область                                                                                     | 0/6       | Помилка екіпажу, зіткнення зі схилом гори. |
| 16.05.1968 | СРСР 05977     | СРСР Липецька область, Данковський район, поблизу дер. Мар'їнка                                                                     | 1/1       | Відмова техніки. |
| 19.05.1968 | СРСР 45228     | СРСР Краснодарський край, Усть-Лабінський район, ст. Тенгінска                                                                      | 2/2       | Екіпаж літака під час обрискування поля на правому стандартному розвороті на висоті менше 50 м з креном більше 30° допустив зниження літака, з технікою пілотування не впорався. Літак з правим креном 45° на видаленні 1300 м від оброблюваної ділянки зіткнувся з землею на пшеничному полі, зруйнувався і згорів. Обидва пілоти загинули. |
| 28.05.1968 | СРСР 45209     | СРСР УРСР, Харківська область, Шевченківський район, 2 км на північний захід від села Спободівка                                    | 2/2       | Екіпаж обробляв цукрові буряки від шкідників. На 4-му польоті, після зльоту з повним завантаженням з метою обприскування 3-го масиву, на підльоті до нього, за 2 км на північний схід від села Спободівка, літак в лівому розвороті з креном близько 45° одночасно двома площинами лівої полукоробки крил зіткнувся з землею. Просунувшись 30 м від місця першого удару, літак зупинився повністю зруйнованим. Командир і другий пілот з важкими пораненнями доставлені в лікарню, де померли, не приходячи до тями. |
| 30.05.1968 | СРСР 05989     | СРСР Ростовська область, Семикаракорський район, радгосп Ново-Золотовский                                                           | 1/1       | Катастрофа через наявність на борту сторонньої людини (агронома), що відвернула увагу командира від пілотування. |
| 01.07.1968 | СРСР 02332     | СРСР УРСР, Полтавська область, село Бреусівка, Козельщанський район                                                                 | 2/3       | Після неодноразового розпиття алькогольних напоїв пілот з механіком та мотористом з третьої спроби підняли літак у повітря. Після виконання правого розвороту на висоті 25-30 м двигун почав давати перебої і заглох. При здійсненні вимушеної посадки на поле озимої пшениці літак без крену колесами шасі зіткнувся з землею, в результаті чого шасі зруйнувалися. Літак продовжив рух на фюзеляжі і площинах з одночасним руйнуванням. Просунувшись 80 м, літак розвернувся на 90° і зупинився. Колгоспники витягли постраждалих із зруйнованої кабіни. У несвідомому стані вони були доставлені у лікарню, де пілот помер в той же день, а моторист наступного дня. |
| 21.07.1968 | СРСР 32209     | СРСР Киргизька РСР, Ошська область, 15 км на південний захід від н.п. Суфі-Курган                                                   | 14/14     | Літак із 12 пасажирами у погану погоду зіткнувся з горою на висоті 4000 метрів. Всі загинули. |
| 03.08.1968 | СРСР 01118     | СРСР Краснодарський край, Мостовський район, 7,5 км на північний схід від а/д Псебай                                                | 14/14     | Літак із 12 пасажирами потерпів катастрофу при зіткненні з горою. Всі, хто знаходилися на борту загинули. |
| 22.09.1968 | СРСР 91743     | СРСР РРФСР, Магаданська область, 61 км від Сеймчан                                                                                  | 5/8       | Зниження, помилка екіпажу. |
| 31.01.1970 | СРСР 40573     | СРСР РРФСР, Челябінська область, Уйський район, поблизу сел. Токмасс                                                                | 2/2       | Найбільш імовірною причиною падіння літака з'явився вихід на зривний режим в результаті втрати екіпажем просторового положення через несвоєчасний перехід до пілотування літака по приладах при попаданні в зону сильного снігопаду з різким погіршенням видимості. |
| 19.03.1970 | СРСР 25598     | СРСР РРФСР, Ростовська область, Некліновський район, колгосп Червоний Партизан                                                      | 2/2       | Головною причиною катастрофи стало несподіване потрапляння екіпажу в туман і втрата ним просторового положення, що стало наслідком недисциплінованості командира поавітряного судна Мансурова А. Х., який грубо порушив вимоги НПП ГА-66, Керівництва по АХР і ОМУ-68, що виразилося у виконанні польотів без дозволу командування і служби руху а/п Шахти і в неправильних діях при попаданні в туман. |
| 20.04.1970 | СРСР 06333     | СРСР РРФСР, Краснодарський край, поблизу Псебая                                                                                     | 14? / 14? | Розбився в гірському районі при заході на посадку в тумані. Всі, хто знаходилися на борту пасажири (близько 12 осіб) і обидва пілоти загинули, причини невідомі. |
| 26.07.1970 | СРСР н.д.      | СРСР Литовська РСР, поблизу Шауляя                                                                                                  | 3/3       | Горизонтальний (крейсерський) політ, помилка екіпажу. |
| 05.09.1970 | СРСР           | СРСР 28952 Узбецька РСР, Ташкентська область, поблизу Алмалика                                                                      | 2/2       | Виконання авіаробіт, помилка екіпажу, зіткнення з ЛЕП. |

## 1970-ті роки
| Дата       | Бортовий номер | Місце катастрофи                                                                                                   | Жертви     | Короткий опис |
| ---------- | -------------- | --- | ---------- | --- |
| 31.05.1971 | СРСР 32076     | СРСР РРФСР, Рязанська область, Клепиковський район, поблизу сел. Малахове                                          | 3/3        | Головною причиною катастрофи стали злочинні дії командира повітряного судна Максимова В. Е. і другого пілота Галкіна В. А., що виразилися у самовільному польоті, не пов'язаному з виконанням виробничого завдання, будучи в п'яному стані. |
| 15.07.1971 | СРСР 06266     | СРСР РРФСР, Брянська область, Поблизу н.п. Почёп                                                                   | 2/2        | Причиною катастрофи стала злочинна недисциплінованість екіпажу, що реалізувалася у вживанні ним спиртних напоїв 14 липня під час польотів і після них, в результаті чого 15 липня, не маючи достатнього відпочинку командир повітряного судна Мельников А. Н. і другий пілот Ведерников Н. В. здійснили виліт без медичного контролю та технічного обслуговування літака авіатехніком і під час п'ятого польоту при виконанні стандартного розвороту, під час знаходження літака проти сонця, допустили втрату висоти, що призвело до зіткнення літака із землею. |
| 11.10.1971 | СРСР 47678     | СРСР РРФСР, Якутська АРСР, 19 км від Тюбеляха                                                                      | 6/7        | Горизонтальний (крейсерський) політ, помилка екіпажу, погодні умови, помилка служб УВС. |
| 27.03.1972 | СРСР 42621     | СРСР УРСР, Ворошиловград                                                                                           | 1/1        | Авіакатастрофа сталася в результаті угону літака командиром повітряного судна Тимофієм Шовкуновим та навмисного зіткнення літака з чотириповерховим житловим будинком, де проживав пілот. Це привело да самогубства пілота на ґрунті сімейних негараздів. |
| 11.04.1972 | СРСР 44937     | СРСР РРФСР, Якутська АРСР, майданчик юкагиров                                                                      | 1/2        | Набір висоти, помилка екіпажу. |
| 17.04.1972 | СРСР 01506     | СРСР РРФСР, Горьковська область, Арзамаський район, поблизу Арзамасу                                               | 2/2        | Причиною катастрофи стало порушення екіпажем технології виконання АХР в частині недотримання безпечних висот прольоту над перешкодами і заході для викидання хімікатів, що залишилися в баку, без сигнальних орієнтирів. |
| 24.04.1972 | СРСР 49306     | СРСР Молдавська РСР, Григоріопольський район, поблизу села Глиное                                                  | 4/4        | Головною причиною катастрофи стало зіткнення літака з відтяжками радіощогли на висоті 200 метрів в умовах погіршеної видимості під час дощу, в результаті ухилення від траси на відстань 15 км, допущеного екіпажем. |
| 05.05.1972 | СРСР 25604     | СРСР УРСР Полтавська область                                                                                       | 2/2        | Перебуваючи на АГР командир літака Ан-2 Полтавського ОАО Шевченко Н. П. в п'яному вигляді вилетів з авіатехніком Решетченко В. П. і став виконувати недозволені еволюції над селищем на малій висоті. В результаті повітряного хуліганства літак зіткнувся з будовою, повністю зруйнувався і згорів. Пілот і авіатехнік загинули. |
| 08.05.1972 | СРСР 45292     | СРСР РРФСР, Татарська АССР, Агризький район, село Девятерня                                                        | 2/2        | Причиною катастрофи стало неправильне ухвалення рішення командиром здійснити зліт у бік лісу не по викладеному старту, визначеному ІПП на даному майданчику АГР, в результаті чого літак опинився над складною конфігурацією лісового масиву з можливою орографічною бовтанкою, яка могла викликати просідання літака. |
| 15.06.1972 | СРСР 02692     | СРСР РРФСР, Новгородська область, Батецький район, хутір Речка                                                     | 2/2        | Втрата потужності двигуна через відколу шару твердих смолистих відкладень, що утворилися на грибках всмоктуючих клапанів, і попадання цих частинок під робочі поверхні клапанів і сідел. |
| 28.06.1972 | СРСР 02582     | СРСР РРФСР, Бурятська АРСР, Єравнинський район, 6 км від с. Ширінг                                                 | 4/4        | Імовірною причиною ЛП стала відмова двигуна з подальшим розвитком аварійної ситуації, в якій екіпаж не впорався з технікою пілотування. |
| 29.06.1972 | СРСР 46652     | СРСР РРФСР, Целіноградська область, Астраханський район, радгосп Первомайський                                     | 1/2        | Комісія дійшла висновку, що найбільш ймовірною причиною катастрофи стала відмова управління кермом повороту в процесі розвороту в результаті обриву правого троса і несвоєчасні дії екіпажу в такій обстановці. |
| 11.07.1972 | СРСР 98280     | СРСР РРФСР, Сахалінська область, поблизу Охи                                                                       | 2/2        | Безпосередньою причиною катастрофи літака стала втрата швидкості на малій висоті в хмарах, з випущеними закрилками, внаслідок випуску в політ екіпажу й ухвалення рішення на виліт командиром повітряного судна при наявності небезпечних метеоявищ в безпосередній близькості від аеропорту. |
| 19.07.1972 | СРСР 15283     | СРСР РРФСР, Астраханська область, Єнотаєвський район, 7 км на захід від а/п                                        | 0/1        | Причиною надзвичайної події з літаком став самовільний виліт другого пілота Скопинцева Н. Н. з хуліганських спонукань в стані алкогольного сп'яніння. |
| 11.08.1972 | СРСР 01526     | СРСР УРСР, Херсонська область, при заході на злітно-посадкову смугу в Херсонському аеропорту                       | 14/17      | Втрата управління при посадці через попадання літака в супутню струмінь вертольота. |
| 30.08.1972 | СРСР 32520     | СРСР РРФСР, Московська область, Лохвицький район, радгосп Врачево-Горки                                            | 2/2        | Головною причиною катастрофи стало несподіване потрапляння літака в щільний туман, пов'язаний з димом від торф'яних пожеж, що змістився в бік аеродрому. Екіпаж при цьому проявив розгубленість і з пілотуванням не впорався. |
| 10.09.1972 | СРСР 02369     | СРСР УРСР, Вінницька область, Тиврівський р-н, село Велика Вулига                                                  | 2/2        | Причиною катастрофи стало вживання екіпажем спиртних напоїв в день вильоту, в результаті чого був проведений зліт зі струбцинами на кермі висоти і повороту. |
| 13.11.1972 | СРСР 09676     | СРСР РРФСР, Красноярський край, 40 км на північний захід від Єнисейська                                            | 1/14       | Короткочасна тряска двигуна з втратою потужності викликана попаданням під фаски впускних клапанів двигуна відколотих твердих частинок смолистих відкладень. Наявність смолистих відкладень у всмоктуючому тракті двигуна викликано його експлуатацією на авіабензині Б-91/115, здантому до смолообразованія. |
| 05.07.1973 | СРСР 01335     | СРСР УРСР, Вінниця                                                                                                 | 3/3        | Причиною катастрофи стала відмова управління літаком в результаті неправильного під'єднання тросів управління елеронами до штурвальних колонок при виконанні монтажних робіт в цеху № 7 і неповне виконання технології технічного обслуговування при прийманні літака від цеху і підготовці його до льотних випробувань в частині перевірки синхронності роботи управління правого і лівого пілотів на ЛІСе заводу № 421 ГА. |
| 04.09.1973 | СРСР 01616     | СРСР РРФСР, Калінінська область, місто Кашин                                                                       | 15/15      | При польоті в умовах поганої погоди літак врізався в перешкоди |
| 24.12.1973 | СРСР 32448     | СРСР РРФСР, Красноярський край, Таймирський АО, 28 & км на схід від с. Хантайськоє Озеро                           | 1/2        | Зниження в гірській місцевості нижче безпечної висоти, точно не знаючи свого місцезнаходження, призвело в нічному польоті до зіткнення зі схилом гори на висоті 1 016 метрів. |
| 24.05.1974 | СРСР н.д.      | СРСР Казахська РСР, Кокчетавська область, м. Синюха, біля н/п Боровоє                                              | 14/14      | Зниження, причини невідомі, помилка служб УВС. |
| 27.07.1974 | СРСР 35029     | СРСР РРФСР, Рязанська область, Пітеліно                                                                            | 3/3        | Політ по колу, відмова техніки. |
| 01.11.1974 | СРСР 70766     | СРСР РРФСР, Тюменська область, ХМАО, поблизу Сургута                                                               | 14/14 + 24 | Під час заходу на посадку зіткнувся з вертольотом Мі-8Т, який набирав висоту під час зльоту в Сургуті, помилка служб УВС. |
| 04.12.1974 | СРСР 49342     | СРСР РРФСР, Іркутська область, поблизу Іркутська                                                                   | 13/13      | Незабаром після зльоту зіткнувся в повітрі з літаком Ан-12Б і розбився, помилка служб УВС. |
| 17.03.1975 | СРСР 01247     | СРСР РРФСР, Архангельська область,                                                                                 | 13/15      | При зльоті з тимчасової льодової площадки на озері Нижнє Ернозеро (115 & км на північний північний схід від Архангельська) в а/п Архангельськ-Кегостров о 12:08 з МК = 330° літак не встиг набрати висоту до перешкод і зачепив за верхівки дерев на березі озера. Після першого торкання командир судна самостійно вимкнув запалювання двигуна. На відривом 1 410 м від початку старту літак зіткнувся із землею в лісі під кутом 40-45° з великим правим креном, зруйнувався і згорів за 15 шпангоут. |
| 18.03.1975 | СРСР 70506     | СРСР РРФСР, Приморський край, поблизу Тернея                                                                       | 10/16      | При зльоті перевантаженого літака один з пасажирів перейшов в задню частину. Літак вийшов на закритичні кути атаки, втратив швидкість і впав на крило. |
| 19.03.1975 | СРСР 07533     | СРСР Туркменська РСР, Красноводська область, сел. Карайман                                                         | 2/3        | Причиною авіакатастрофи стало те, що екіпаж, виконуючи розворот з граничним креном навколо будиночка з метою визначення наявності робочих в будиночку, в порушення НПП ГА-71 і РЛЕ Ан-2, знизився на недопустимо малу висоту, відволік увагу і з пілотуванням не впорався. Літак зіткнувся з землею з незначним кутом і зруйнувався. |
| 30.04.1975 | СРСР 06444     | СРСР РРФСР, Тамбовська область, район Тамбова                                                                      | 0/2        | Екіпаж виконував авіахімічні роботи. При заході на оброблювану ділянку проти сонця, командир літака відвернув увагу від пілотування, знизився на недопустимо малу висоту. Літак зіткнувся із землею і зруйнувався. Екіпаж залишився живим. |
| 30.08.1975 | СРСР 70506     | СРСР Білоруська РСР, Могилевська область, хутір Малі Хутори, Краснопільський район                                 | 4/4        | За показаннями свідків і результатами судово-медичної експертизи, екіпаж перед вильотом знаходився в стані алкогольного сп'яніння, що і стало основною причиною льотної події. |
| 18.09.1975 | СРСР 98302     | СРСР РРФСР, Красноярський край, 72 км на північний захід від Туруханська                                           | 3/3        | Горизонтальний (крейсерський) політ, помилка екіпажу. |
| 17.04.1976 | СРСР 33170     | СРСР РРФСР, Курська область, Курський район, колгосп «Жовтень», с. Бесєдіно                                        | 1/2        | Льотна пригода сталася через відрив літака на малій швидкості, виходу його на закритичні кути атаки і подальшого звалювання на ліве крило. Це стало наслідком неврахування екіпажем попутно-бічного вітру при зльоті. |
| 16.05.1976 | СРСР 79935     | СРСР Казахська РСР, Семипалатинська область, 5 км на північний схід від н.п. Новомиколаївка, Бескарагайський район | 3/4        | Катастрофа сталася в результаті перевищення гранично допустимого крену при розвороті на літаку, обладнаному хімапаратурою, і втручання в управління авіатехніка, внаслідок чого сталося звалювання літака. |
| 26.09.1976 | СРСР 79868     | СРСР РРФСР, Новосибірська область, Новосибірськ, вул. Степова, б. № 43/1                                           | 4+1/1      | Самовільне зліт. Літак протаранив житловий будинок, в якому жила дружина пілота, що пішла від нього. Від розливу палива виникла пожежа. |
| 01.02.1977 | СРСР 55787     | СРСР Узбецька РСР, район Джізака                                                                                   | 0/3        | Тряска двигуна. Екіпаж виявив розгубленість, не впорався з керуванням. Літак вдарився об землю і зруйнувався. |
| 23.03.1977 | СРСР 92841     | СРСР РРФСР, Комі АРСР, Сиктивдинський район, поблизу н/п Лемью, 13 км на північний схід від а/п Сиктивкар          | 1/9        | Основною причиною катастрофи є небезпечне зближення літаків внаслідок вкрай безвідповідального ставлення керівного і диспетчерського складу служби руху а/п Сиктивкар до виконання посадових обов'язків з організації та управління повітряним рухом літаків Ан-2 і неправильне рішення екіпажів на продовження польотів при отриманні даних про погіршення погоди. |
| 07.05.1977 | СРСР 15925     | СРСР РРФСР, Свердловська область, 18 км на південь від м. Тавда                                                    | 15/15      | Горизонтальний (крейсерський) політ, два літака Ан-2 (СРСР-44992 і СРСР-15925), що виконували регулярні рейси з Тавди і Тюмені зіткнулися в повітрі і зазнали катастрофи при погоді нижче мінімуму. Помилка екіпажу, погодні умови. |
| 02.08.1977 | СРСР 29316     | СРСР РРФСР, Ульяновська область, Баришський район, поблизу н.п. Бариш                                              | 0/24       | Причиною аварії стало злочинно-недбале ставлення командира повітряного судна Філатова до службових обов'язків, що виразилося в самовільній зміні польотного завдання в корисливих цілях і зльоті на перевантаженому літаку. |
| 18.10.1977 | СРСР 55625     | СРСР РРФСР, Якутська АРСР, Середньоколимський район, 2 км на північний захід від а/п Среднеколимськ                | 0/5        | Тряска двигуна після зльоту. Екіпаж спробував посадити літак але до цього моменту потужність двигуна впала. При посадці літак отримав значні пошкодження шасі, фюзеляжу, коробки крил. |
| 01.02.1978 | СРСР 40570     | СРСР РРФСР, Вологодська область, поблизу с. Червоне                                                                | 2/2        | Зіткнення в повітрі. Борт СРСР-40563 вдарив лижами по хвостовому оперенню СРСР-40570. В результаті зіткнення хвостове оперення СРСР-40570 зруйнувалося і з активно наростаючим креном Ан-2 упав. СРСР-40563 пошкодив лижі, приземлився, постраждалих немає. СРСР-40570 & — всі, хто на борту, загинули. |
| 29.05.1978 | СРСР 35188     | СРСР Білоруська РСР, Вітебська область, поблизу а/п Постави                                                        | 0/5        | При заході на посадку екіпаж відволікся допустив втрату швидкості, в результаті літак зіткнувся з бруствером дороги, що проходить в районі аеродрому, і зруйнувався. |
| 08.06.1978 | СРСР 92974     | СРСР Куйбишевська область, район Куйбишева                                                                         | 0/2        | Екіпаж виконував АГР. У польоті над оброблюваною ділянкою екіпаж відволікся від пілотування, не витримав задану висоту польоту, в результаті літак зіткнувся із землею, зруйнувався і згорів. |
| 19.01.1979 | СРСР 09601     | СРСР РРФСР, Тюменська область, поблизу Тюмені                                                                      | 0/4        | Різке падіння потужності двигуна і зменшення швидкості польоту. Вимушена посадка була проведена на ліс, в результаті чого літак і двигун були значно пошкоджені. Причина: внутрішнє руйнування двигуна внаслідок втомленості відшаровування азотированного шару і подальшого руйнування зубів нерухомого колеса редуктора. |
| 18.02.1979 | СРСР 07837     | СРСР Киргизька РСР, Ошська область, Сузакського району, біля н.п. Сузак                                            | 2/3        | Основною причиною АК стало зіткнення літака зі схилом гори внаслідок грубого порушення командиром літака правил виявилися в неправильній оцінці метеоумов, невидержування безпечної висоти польоту, порушення ПВП і в пізньому ухваленні рішення на повернення. |
| 25.03.1979 | СРСР 44902     | СРСР РРФСР,Комі АРСР, сел. Харьяга                                                                                 | 4/4        | Набір висоти, відмова техніки. |
| 28.05.1979 | СРСР 35595     | СРСР РРФСР, Район а / п Уфа                                                                                        | 3/3        | Причиною катастрофи стало перевищення злітної маси літака і неправильні дії екіпажу в процесі зльоту. |
| 20.09.1979 | СРСР 56413     | СРСР Білоруська РСР, Гродненська область, поблизу н.п. Басін, Новогрудський район                                  | 1/4        | Причиною НП з літаком стала недисциплінованість екіпажу, що реалізувалася в самовільному вильоті з оперативної точки. |
| 27.10.1979 | СРСР 32322     | СРСР РРФСР, а/п Ленск                                                                                              | 3/12       | Екіпаж виконував зліт вдень в умовах простих метеоумов. У момент відриву від землі 10 з 12 пасажирів встали з крісел і самовільно перемістилися в хвостову частину. Це призвело до перевищення гранично задньої центрування до 37,4 & % САХ. Літак збільшив кут тангажу і перейшов в різке кабрування. Повний відхилення штурвала від себе не дало результатів. Подальше збільшення кута атаки призвело до зменшення швидкості і випуску предкрилків. Літак вийшов на закритичні кути атаки. На швидкості 60-65 км/год командир повітряного судна прибрав газ і усунув крен. З вертикальною швидкістю 6-8 м/с літак зіткнувся із злітно-посадковою смугою. Як було встановлено, пасажири покинули свої місця, щоб закрити двері у хвостовому відсіку, що раптово відкрилися в момент зльоту. Загинули другий пілот і два пасажири. Решта отримали травми. |
| 11.11.1979 | СРСР 70219     | СРСР РРФСР, а/п Бугульма                                                                                           | 2/17       | Зліт, помилка екіпажу. |
| 18.01.1980 | СРСР 62658     | СРСР Литовська РСР, Ігналінський район, радгосп Відішкес                                                           | 3/4        | Самовільний зліт без другого пілота з сторонніми особами на борту, один з яких перебував у кріслі другого пілота, і виконання ним недозволених еволюцій, що в умовах пілотування без другого пілота на малій висоті над пересіченою і засніженою місцевістю призвело до зіткнення літака із землею. |
| 26.04.1980 | СРСР 01170     | СРСР РРФСР, а / п Подкаменная Тунгуска                                                                             | 1/3        | Причиною АП стала недисциплінованість екіпажу. |
| 30.05.1980 | СРСР 32275     | СРСР РРФСР, Іркутська область, Качугський район, між оз. Тулон і мисом Черемшаний                                  | 3/3        | Можливими причинами авіакатастрофи могли бути: порушення ПВП і безпечної висоти в гірській місцевості; відмова двигуна через обмерзання дифузорів карбюратора; відмова авіаційної техніки в польоті. |
| 06.07.1980 | СРСР 02599     | СРСР РРФСР, Ростовська область, Мартиновський район, поблизу хутора Кривий Лиман                                   | 2/2        | Виконував авіахімічні роботи. Груба недисциплінованість, вживання алкогольних напоїв. |
| 25.07.1980 | СРСР 35308     | СРСР РРФСР, Смоленська область, Починковський район, хутір Клімщіна                                                | 5/5        | Зазнав катастрофи. Самовільний виліт зі сторонніми на борту, в стані алкогольного сп'яніння. |
| 28.10.1980 | СРСР 91775     | СРСР РРФСР, Волгоградська область, Серафімовічський район, 10 км на південь від н.п. Клетско-Поштовський           | 3/3        | Зіткнувся в повітрі з іншим бортом Ан-2 (№ & 91762). Причина авіакатастрофи — порушення вимог інструкції по обачності і технології роботи екіпажу в польоті, що виразилося у відсутності візуальної обачності і радіоосмотрітельності в польоті. |

## 1980-ті роки
| Дата       | Бортовий номер                       | Місце катастрофи                                                                               | Жертви                             | Короткий опис |
| ---------- | ------------------------------------ | ---------------------------------------------------------------------------------------------- | ---------------------------------- | --- |
| 14.03.1981 | СРСР 01867                           | СРСР Грузинська РСР, Цітелцкаройський район, оперативна точка Ельдар                           | 1/6                                | Основними причинами катастрофи став самовільний виліт клмандира поавітряного судна Леквінадзе Н. М. в неповному складі екіпажу при погоді гірше мінімуму і відволікання уваги від пілотування за приладами в складних метеоумовах (туман) на малій висоті. |
| 28.04.1981 | СРСР 92864                           | СРСР РРФСР, Якутська АРСР, поблизу н.п. Лазо                                                   | 12/12                              | Зниження, помилка екіпажу. |
| 13.06.1981 | СРСР 07712                           | СРСР РРФСР, Латвійська РСР, Салдус                                                             | 2/2                                | Набір висоти, відмова техніки. |
| 26.11.1981 | СРСР 01808                           | СРСР РРФСР, Комі АРСР, поблизу н/п Усть-Кулом                                                  | 15/15                              | Набір висоти, помилка екіпажу, помилка служб УВР. |
| 26.02.1982 | СРСР 26172                           | СРСР РРФСР, Свердловська область, поблизу Красногвардійського                                  | 4/5                                | Літак зіткнувся з опорою ЛЕП, впав на землю і згорів. Причинами катастрофи стало виконання польотів екіпажем в стані сп'яніння і використання повітряного судна в особистих цілях в порушення вимог нормативних документів. |
| 09.05.1983 | СРСР 16045                           | СРСР УРСР, Тернопільська область, поблизу с. Кошляки, Підволочиський район                     | 4/4                                | Виконував авіахімічні роботи. При різкому злеті і наборі висоти літак звалився на ліве крило і з лівим креном 49° та кутом тангажа 35° зіткнувся з землею в 57 м від кордону злетно-посадкової смуги, зруйнувався і згорів за 19 шпангоут. Причиною катастрофи стало грубе порушення екіпажем інструкцій і дисципліни. У крові командира повітряного судна було виявлено 1,02 ‰ алкоголю. |
| 13.05.1983 | СРСР 84557                           | НДР , біля Лейпцигу                                                                            | 1/?                                | Виконував авіахімічні роботи. Під час одного з польотів, в розвороті на гон, літак втратив швидкість і зіткнувся з землею. Подробиці невідомі. |
| 01.06.1983 | СРСР 02710                           | СРСР РРФСР, Оренбурзька область, Домбаровський район, радгосп Польовий                         | 2/2                                | Виконував авіахімічні роботи. В процесі розвороту крен короткочасно досяг більше 50°, що призвело до втрати висоти. Після розвороту на 80° літак зіткнувся із землею із лівим креном 5-10°, кутом ковзання на ліве крило близько 15-20° і вертикальною швидкістю зниження 1-1,5 м/с. Справжню причину катастрофи встановити не виявилося можливим через відсутність цих засобів об'єктивного контролю. Можливо помилка екіпажу в техніки пілотування з метою запобігання зіткненню з птахами.                                            |
| 14.06.1984 | СРСР 01378                           | СРСР РРФСР, Челябінська область, поблизу Порт-Артура                                           | 4/4                                | Виконання авіаробіт, помилка екіпажу. |
| 04.07.1984 | СРСР 07356                           | СРСР Казахська РСР, Карагандинська область, в районі солоного озера Каракоін                   | 2/6                                | Помилка екіпажу, незаконне втручання в діяльність авіації. |
| 05.07.1984 | СРСР 02878                           | СРСР Казахська РСР, Кустанайська область                                                       | 3/3                                | Виконання авіаробіт, помилка екіпажу. |
| 14.07.1984 | СРСР 40827                           | СРСР РРФСР, Краснодарський край                                                                | 2/3                                | Виконання авіаробіт, помилка екіпажу. |
| 24.07.1984 | СРСР 07602                           | СРСР Казахська РСР, Уральська область, Джангалінський район, Поблизу а/д Кисик-Камис           | 4/4                                | Внутрішнє (утомлювальне) руйнування двигуна і його пожежа. При вимушеній посадці перед собою літак скапотував, зруйнувався і згорів. |
| 27.07.1984 | СРСР 82909                           | СРСР УРСР, Херсонська область, Лазурне                                                         | 0/2 + невідомо кількість пасажирів | Посадка або пробіг, помилка екіпажу. |
| 24.10.1984 | СРСР 32311                           | СРСР РРФСР, а/п Заваль                                                                         | 1/16                               | Відразу після відриву літак перейшов на кабрування, втратив швидкість, впав на землю і зруйнувався. |
| 23.01.1985 | СРСР н.д                             | СРСР РРФСР, Республіка Бурятія, Баунтовський район, Муя                                        | 3/3                                | Відмова техніки. |
| 21.05.1985 | СРСР 04326                           | СРСР} РРФСР, а/п Тадебяяха                                                                     | 0/2                                | Зліт, помилка екіпажу. |
| 29.05.1985 | СРСР 70218                           | СРСР РРФСР, Ленінградська область, 2 км від а/п Ржевка                                         | 4/5                                | Зліт, відмова техніки. |
| 01.06.1985 | СРСР 70771                           | СРСР РРФСР, поблизу Талди-Кургана                                                              | 3/3                                | Помилка екіпажу, погодні умови, помилка служб УВД |
| 10.06.1985 | СРСР 32028                           | СРСР РРФСР, Ставропольский край                                                                | 2/2                                | Виконання авіаробіт, помилка екіпажу. |
| 20.06.1985 | СРСР 91783                           | СРСР РРФСР, а/п Мома (Хону)                                                                    | 0/3                                | Екіпаж виконував рейс за заявкою радгоспу «Момський» з пасажиром і вантажем на борту. Через недбале ставлення до службових обов'язків працівників служби організації перевезень в літаку був розміщений вантаж масою 1 619 кг, що призвело до перевищення допустимої злітної маси на 210 кг і зміщення центрування. У зведеній завантажувальній відомості значилися два пасажира і 1 300 кг вантажу, що відповідало розрахункової завантаженні. При зльоті літак перейшов на кабрування, втратив швидкість, впав на землю і зруйнувався. |
| 04.07.1985 | СРСР 55710                           | СРСР РРФСР, а/п Байкіт                                                                         | 0/3                                | Зліт, помилка екіпажу. |
| 22.05.1986 | СРСР 68054                           | СРСР РРФСР, а/п Новозибків                                                                     | 0/2                                | Помилка екіпажу |
| 11.08.1986 | СРСР 40902                           | СРСР РРФСР, Хабаровський край, Аяно-Травневий район, гірський масив Кондер, поблизу н/п Курунг | 2/3                                | Виконання авіаробіт, помилка екіпажу. |
| 06.01.1987 | СРСР 16075 Заводський номер-1G164-29 | СРСР Казахская ССР, поблизу Джезказгану                                                        | 2/2                                | При польоті над мало заселеною територією в умовах поганої видимості екіпаж заблукав. Знизилися на мінімальну висоту для візуального виявлення орієнтирів (стовпів електропередачі) і врізалися в сопку. |
| 09.06.1988 | СРСР 70121                           | СРСР РРФСР, Тюменська область, 15 км від а/п. Тобольська                                       | 2/2                                | Горизонтальний (крейсерський) політ, помилка екіпажу. |
| 12.06.1988 | СРСР 32267                           | СРСР УРСР, Рівненська область, поблизу сел. Олександрія                                        | 0/13                               | Помилка екіпажу, відмова техніки, погодні умови. |
| 26.08.1988 | СРСР 01788                           | СРСР РРФСР, Якутська АРСР, р. Лена, поблизу н.п. Кистатиам                                     | 1/2                                | Помилка екіпажу. |
| 21.09.1988 | СРСР 70848                           | СРСР РРФСР, Хабаровський край, 120 км від а/п Нелькан                                          | 2/2                                | Зниження, помилка екіпажу, погодні умови. |
| 01.05.1989 | СРСР 70225                           | СРСР РРФСР, Горьковска область, Сеченово                                                       | 5/5                                | При виконанні агітаційного польоту врізався в дерева. |
| 30.01.1990 | СРСР н.д.                            | СРСР РРФСР, Сахалінська область, Оха                                                           | 3/13                               | Літак Південно-Сахалінського аероклубу ДТСААФ розбився відразу після зльоту з парашутистами на борту. На висоті близько 50 & м. літак перейшов в зниження з лівим креном і зіткнувся з землею. Загинули троє парашутистів (в тому числі двоє неповнолітніх). Решта перебували на борту отримали різні травми. |
| 01.02.1990 | СРСР 07207                           | СРСР РРФСР, Архангельська область, Вождорма                                                    | 4/4                                | Захід на посадку, помилка екіпажу, погодні умови. |
| 24.03.1990 | СРСР 40679                           | СРСР РРФСР, Іркутська область, поблизу Кіренська                                               | 0/2                                | Відмова техніки. |
| 11.06.1990 | СРСР 33042                           | СРСР РРФСР, Волгоградська область, н.п Клетско-Поштовский, Серафімовічський р-н                | 2/2                                | Виконання авіаробіт, помилка екіпажу. |
| 26.06.1990 | СРСР 19730                           | СРСР РРФСР, Кіровська область, поблизу н.п. Шурма                                              | 3/3                                | Помилка екіпажу. |
| 01.08.1990 | СРСР 40413                           | СРСР РРФСР, Читинська область, Усуглі                                                          | 0/3                                | Зліт, помилка екіпажу. |
| 05.09.1990 | СРСР 40433                           | СРСР РРФСР, Алтайський край, Горно-Алтайська АО, поблизу Джазатора                             | 3/8                                | Помилка екіпажу, погодні умови. |
| 24.10.1990 | СРСР 19725 Заводський номер-1G165-39 | СРСР Казахська РСР, поблизу сел. Борсенгір                                                     | 5/3                                | Виконував обліт ЛЕП поєднуючи з доставкою вахти, під час посадки судна зачепив дроти блискавкозахисту ВЛЕП і зазнав катастрофи. Екіпаж і один з пасажирів загинули. Літак зруйнувався і частково згорів. |

## 1990-ті роки
| Дата       | Бортовий номер | Місце катастрофи                                                           | Жертви | Короткий опис |
| ---------- | -------------- | -------------------------------------------------------------------------- | ------ | --- |
| 15.07.1991 | СРСР 01494     | СРСР РРФСР, Тюменська область, ХМАО, поблизу Урая                          | 1/9    | Набір висоти, відмова техніки. |
| 04.05.1995 | Росія RA-19550 | Росія Республіка Башкортостан, Сибай                                       | 3/7    | При огляді літака на місці авіакатастрофи виявлено, що на хвостовому оперенні кермо напряму і висоти застопорені струбциною, яка була встановлена механіком літака і не знята перед вильотом. Технічне обслуговування повітряного судна перед польотом здійснювалося авіамеханіком спортклубу без залучення технічного складу аеропорту Сибай. |
| 16.06.1995 | Росія RA-07743 | Росія Хабаровський край, ім. Поліни Осипенко район, 22 км від сел. Херпучі | 13/14  | Помилка екіпажу. |
| 15.10.1995 | Росія RA-01495 | Росія Тюменська область, ЯНАО, м. Константинов Камінь                      | 2/13   | Причини невідомі. |
| 05.12.1995 | Росія RA-17725 | Росія Архангельська область, поблизу Верхньої Тойми                        | 0/14   | Через 3 хвилини після зльоту літак перейшов в зниження. Екіпаж здійснив вимушену посадку в 3 км від аеродрому, при якій літак зруйнувався. 11 осіб отримали поранення. Літак був перевантажений комерційним вантажем. |
| 17.06.1997 | Росія RA-84700 | Росія Тульська область, Поблизу Тули                                       | 4/7    | Відмова техніки. |
| 08.07.1998 | Росія RA-02823 | Росія Якутія, поблизу а / п Маган                                          | 1/10   | Відмова техніки. |

## 2000-ті роки
| Дата       | Бортовий номер                                 | Місце катастрофи | Жертви | Короткий опис |
| ---------- | ---------------------------------------------- | --- | ------ | --- |
| 23.04.2001 | Росія RA-01122                                 | Росія а/п Кобяй | 0/13   | Зліт, помилка екіпажу. |
| 02.06.2001 | Росія RA-?????                                 | Росія Волгоградський аероклуб РОСТО (Волгоградська область)                                                                          | 3      | Порушення правил пілотування. |
| 14.09.2002 | Росія RA-?????                                 | Росія Красноярський авіаклуб (Манський район)                                                                                        | 13/14  | Відмова техніки на зльоті. Загинув пілот і 12 парашутистів, один парашутист вижив. |
| 13.01.2005 | Росія RA-62597                                 | Росія Красноярський край, Евенкійський АО, поблизу Тури                                                                              | 9/9    | Захід на посадку, помилка екіпажу. |
| 18.11.2005 | Росія RA-02252                                 | Росія Якутія, 31 км від Сангаре | 0/12   | Помилка екіпажу, погодні умови. |
| 24.06.2007 | Росія RA-81505                                 | Росія Якутія, сел. майданчик Уель-Сіктях-1, 276 км від а/п Жиганськ (з азимутом 40 град.)                                            | 0/3    | Зліт, помилка екіпажу. |
| 07.06.2008 | Росія RA-68068                                 | Росія Ставропольський край, Поблизу н/п Безпечне, Труновський район                                                                  | 2/2    | Виконання авіаробіт, помилка екіпажу. |
| 27.06.2008 | Росія RA-01132                                 | Росія Московська область, Серпуховський район, поблизу Пущино                                                                        | 5/5    | Виконання авіаробіт, відмова техніки, помилка при технічному обслуговуванні. |
| 28.06.2008 | Росія RF-00403                                 | Росія Краснодарський край, 6 км на північний схід від ст. Дмитрівська (Кавказький район, 166 &км на північний схід від м. Краснодар) | 0/1    | Літак, що належав фірмі з м. Армавір і здійснював випробувальний обліт після ремонту двигуна, впав в поле і згорів. Льотчик отримав травми середнього ступеня тяжкості. За попередніми даними, сталося падіння оборотів двигуна в польоті.          |
| 29.08.2008 | Росія RA-68126                                 | Росія Красноярський край, 50 км від сел. Осиновий Мис, Богучанський район                                                            | 0/4    | Виконання авіаробіт, відмова техніки. |
| 06.11.2008 | Росія RA-40280                                 | Росія Ненецький автономний округ, 20 км від сел. Верхня Пёша                                                                         | 0/5    | Відмова двигуна. |
| 30.04.2009 | Росія RF-00842                                 | Росія Якутія, поблизу села Ой (Немюгюнци)                                                                                            | 3/3    | Захід на посадку в складних метеоумовах, помилка екіпажу. В результаті обмерзання літак став некерованим, але екіпажу вдалося відвести його в сторону від села. Зачепивши опору ЛЕП, літак розбився. Виконувався перегін з Москви після капремонту. |
| 13.06.2009 | Росія RF-00428                                 | Росія Краснодарський край, 20 км на південний схід від м. Приморськ-Ахтарська                                                        | 0/1    | Виконання авіаробіт, ведеться розслідування. |
| 24.06.2010 | Казахстан UP-A0161 Заводський номер — ?        | Казахстан Кокшетау | 2/3    | При зльоті зачепив дерева, впав і загорівся. |
| 05.07.2010 | Румунія Заводський номер — ?                   | Румунія Тузла | 12/14  | При зльоті розбився в кінці злітно-посадкової смуги і загорівся. |
| 03.08.2010 | приватний UR-17915 Заводський номер — 1G205-56 | Україна Кукушкино | 0/2    | При аварійній посадці на брудну дорогу підломилося шасі. |
| 01.10.2010 | Росія                                          | Росія Бурятія | 0/12   | Здійснив аварійну посадку за 75 км на північному сході від с. Багдарин, Баунтовський р-н, Бурятія, коли облітав грозову хмару. |
| 24.10.2010 | Аргентина CX-CAP 1G142-31                      | Аргентина Санта Ісабель | 0/10   | Розбився відразу після зльоту, впав за 400 метрів від злітно-посадкової смуги. |

## 2010-ті роки
| Дата          | Бортовий номер                                             | Місце катастрофи                                                                          | Жертви   | Короткий опис |
| ------------- | ---------------------------------------------------------- | ----------------------------------------------------------------------------------------- | -------- | --- |
| 30.03.2011    | Україна UR-54873                                           | Україна Діброва                                                                           | 0/2      | При посадці перекинувся і загорівся. |
| 24.06.2011    | Росія RA-40420                                             | Росія Амурська область                                                                    | 0/13     | Здійснив аварійну посадку на берег річки. |
| 07.2011       | Росія                                                      | Росія Красноярський край, район річки Віви, Евенкія                                       | невідомо | Виявлено кинутим зі зламаними стійками шасі і пошкодженим гвинтом. |
| 22.08.2011    | Росія RA-01105                                             | Росія Тоджинський район, Тува                                                             | 1/4      | Літак не був допущений до польотів, виліт не санкціонований. Віз за гроші рибалок на риболовлю на віддалене озеро. Після зльоту перестав набирати висоту і швидкість, зачепив дерева, перекинувся і впав. Загинув перший пілот, четверо поранених. |
| 28.08.2011    | Росія RA-01105                                             | Росія Слов'янський район, Краснодарський край                                             | 1/2      | Використання неякісного палива, полёт не был санкционирован, выполнялся без заявки и уведомления органов обслуживания воздушного движения. |
| 03.09.2011    | Україна —                                                  | Україна село Костюківка Вінницької області                                                | 1/1      | При зльоті після дозаправки зачепився шасі за верхівку дерева, врізався в землю і вибухнув. 60-річний пілот загинув на місці. |
| 09.10.2011    | Росія RA-81514                                             | Росія Лабінський район, Краснодарський край                                               | 0/1      | Упав і згорів зачепившись за дроти. виконував сільгоспроботи. |
| 23.04.2012    | Україна UR-81515                                           | Україна Ямпільський район, Сумська область                                                | 0/2      | Перекинувся при зльоті, впав і загорівся двигун. Пожежу загасили екіпажем до прибуття пожежних. Жертв немає. |
| 11.06.2012    | Росія RA-40312 Заводський номер — 1Г221-48                 | Росія Сєров Свердловська область                                                          | 13/13    | Літак з, можливо, п'яним пілотом і 12 пасажирами вилетів без дозволу в невідомому напрямку і пропав. Масштабні пошуки нічого не дали. У травні 2013 року уламки літака були випадково виявлені мисливцями в болоті в 8 км від місця зльоту.. |
| 07.02.2013    | Україна UR-54853                                           | Україна Чуднівський район, Житомирська область                                            | 0/1      | Попередня причина — при проходженні туману пілот втратив орієнтацію та допустив зіткнення літака із землею. Жертв немає. |
| 02.03.2013    | Росія RF-01024 Заводський номер — 1Г194-39                 | Росія Біля села Кстово, Рибинський район, Ярославська область                             | 0/12     | Літак місцевого аероклубу з парашутистами злетів з Рибинського аеродрому. Через несправність у двигуні, з непрацюючим двигуном здійснив аварійну посадку в лісосмузі. Зі струсом мозку госпіталізований одна людина. У літака пошкоджені крила і гвинт. |
| 07.03.2013    | Росія RA-17823                                             | Росія біля Нефтекамськ, Башкортостан                                                      | 0/3      | Здійснив аварійну посадку через погані погодні умови. Загиблих і постраждалих немає. |
| 23.03.2013    | Росія RA-02203                                             | Росія станиця Восточная, Усть-Лабінський район, Краснодарський край                       | 1/1      | Злетів з поля в районі станиці Восточная в Краснодарському краї, пролетів 40 секунд і впав у водойму «Батохінські ставки». За попередніми даними, літак повинен був виконати хімічну обробку полів. Літак сильно пошкоджений.. |
| 15.05.2013    | Росія RA-31403                                             | Росія Чорнолесское, Новоселицький район, Ставропольський край                             | 1/1      | Виконував сільгоспроботи, почав втрачати висоту і розбився. |
| 24.05.2013    | Киргизстан EX-02015                                        | Киргизстан Аксийський район, Джалал-Абадська область                                      | 3/3      | Проводив хімічну обробку полів від сарани і розбився. |
| 28.06.2013    | Росія RF-00408                                             | Росія Хабаровський край, в районі сел. Некрасовка                                         | 0/9      | Аварійна посадка. Здійснював рейс м. Хабаровськ — сел. Самарга Приморського краю. |
| 28.06.2013    | Казахстан UP-A0190                                         | Казахстан Кизилординська область, в районі сел. Теренозек                                 | 1/2      | Проводив авіахімічні роботи. |
| 15.07.2013    | Казахстан UP-A0126                                         | Казахстан Кизилординська область, в Шіелійському районі                                   | 0/2      | Проводив авіахімічні роботи. |
| 21.07.2013    | Україна UR-ART                                             | Україна Автономна Республіка Крим, в Красноперекопському районі                           | 0/2      | Проводив сільськогосподарські роботи. |
| 28.07.2013    | Росія ФЛА-3618К                                            | Росія Ростовська область, аеродром міста Шахти                                            | 0/1      | У місті Шахти Ростовської області на аеродромі здійснив жорстку посадку літак Ан-2, який проводить сільгоспроботи. Повітряне судно пошкоджено (без спалаху), постраждалих немає. Руйнувань на землі немає. |
| 10.08.2013    | Німеччина D-FWJC                                           | Німеччина земля Бранденбург                                                               | 0/13     | Літак приземлився в полі, близько 600 метрів після злітно-посадкової смуги і перекинувся. Повітряне судно пошкоджено (без спалаху), постраждали 13 людей, жертв немає. Руйнувань на землі немає.. |
| 16.08.2013    | Росія RA-01419                                             | Росія Республіка Саха — Якутія, в 25 кілометрах від м. Вілюйськ                           | 0/11     | Здійснив вимушену посадку в 25 кілометрах від міста Вілюйська в Республіці Саха (Якутія). Ніхто з пасажирів повітряного судна при посадці не постраждав. Відразу після приземлення машина згоріла. |
| 18.09.2013    | Росія RA-33107                                             | Росія Ханти-Мансійський АО — Югра, в 38 кілометрах від селища Зеленоборського             | 0/7      | Здійснив жорстку посадку в 38 кілометрах від селища Зеленоборского в ХМАО. Травми легкого і середнього ступеня тяжкості отримали троє людей, вони доставлені в ЦРЛ м. Радянського. |
| 06.10.2013    | Росія RA-31505                                             | Росія Білгородська область                                                                | 0/2      | Літак АК «Супутник» зазнав аварії, судно зруйновано і частково згоріло. В результаті постраждали 2 людини. |
| 10.10.2013    | Україна                                                    | Україна Волинська область, між селами Стовбуховка і Столін.                               | 2/2      | Перевозив вантаж контрабандних сигарет з Білорусі. Зазнав катастрофи при заході на посадку на недіючу злітно-посадкову смугу без спалаху. В результаті загинули 2 людини. |
| 26.10.2013    | Росія б/н                                                  | Росія Красноярский край, селище Тайгове, Богучанської район                               | 2/4      | При заході на посадку вночі літак зіткнувся з деревами, впав в ліс і загорівся. Командир (власник літака) і другий пілот загинули. Двоє пасажирів (геологи), що знаходилися на борту, не постраждали. |
| 25.04.2014    | Україна UR-ABAB                                            | Україна Краматорськ                                                                       | 0/0      | Згорів на стоянці в результаті пожежі іншого повітряного судна, вертольоти Мі-8. |
| 09.05.2014    | Росія RF-00446                                             | Росія Липецька область, Тербунський район                                                 | 0/9      | При наборі висоти зробив жорстку посадку вдарився об землю, зламав два лівих крила і пошкодив хвіст. Пілот і вісім пасажирів, що знаходилися на борту не постраждали, але були направлені до лікарні для огляду стану здоров'я. |
| 07.06.2014    | Росія 02883 ФЛА РФ                                         | Росія Біля села Старосілля, Рибинський район, Ярославська область                         | 1/1      | Літак, що належав приватній особі, зіткнувся з землею. Загинув пілот, інших людей на борту не було. |
| 08.06.2014    | Польща SP-FDZ                                              | Польща Біля аеродрому Дайткі, Ольштин                                                     | 0/2      | Літак, здійснив аварійну посадку, зіткнувся з деревами. Пілоти, самостійно покинули літак і не постраждали. |
| 17.07.2014    | border б/н                                                 | Україна Весела Тарасівка, Луганська область                                               | 0/0      | Законсервований Ан-2 з нанесеними позначеннями ЛНР був знищений вогнем української бронетехніки на аеродромі. |
| 06.08.2014    | Росія RA-17890                                             | Росія Протоцькі, Красноармійський район Краснодарського краю                              | 0/2      | Ан-2, що належить ТОВ «Південь-Лайн», здійснив жорстку посадку на рисове поле в 8 кілометрах на південний схід від станиці Чебургольская. |
| вересень 2014 | Україна UR-33590 Заводський номер — 1Г230-32               | Україна Аеропорт Луганська, Луганська область                                             | 0/0      | Ан-2 «Луганських авіаліній» був знищений в ході бойових дій, точний час знищення літака невідомо. |
| 20.01.2015    | Казахстан UP-А0314 Заводський номер-1Г14970                | Казахстан біля м Шу                                                                       | 6/7      | В умовах поганої видимості, зазнав аварії при посадці. Ан-2, що належав ТОВ «Олімп Ейр», перевозив працівників корпорації Казахмис. Ведеться розслідування. |
| 26.03.2015    | Україна UR-62681 Заводський номер- 1Г179-11                | Україна Волинська область                                                                 | 2/2      | Пілот літака «Ан-2» (здійснював несанкціонований політ), опустивши літак до небезпечної висоти, зачепив дах житлового будинку, в результаті чого літак впав на дорогу в селі і загорівся. Пілот і пасажир загинули. |
| 31.03.2015    | Росія RF-00388 Заводський номер-1Г160-32                   | Росія Республіка Дагестан                                                                 | 0/0      | Потужний вітер зніс зі стоянки аеродрому ДОССАФ в Махачкалі легкий багатоцільовий літак Ан-2. В результаті сильних поривів вітру повітряне судно перевернулося кілька разів. |
| 10.05.2015    | Росія RF-01159 Заводський номер — 1Г108-24                 | Росія Азов                                                                                | 0/13     | Ан-2 ДОСААФ (Азовського аероклубу) Здійснив жорстку посадку на аеродромі зльоту після чого загорівся. Всі люди, що знаходилися на борту, встигли покинути повітряне судно. |
| 16.05.2015    | Литва LY-AET Заводський номер—1Г192-07                     | Литва Балтійське море                                                                     | 2/2      | Ан-2Р, що належав приватній компанії, впав у Балтійське море. |
| 18.05.2015    | Росія RA-56528 Заводський номер — 1Г183-28 ?               | Росія Передгірний район селище Санамер                                                    | 0/1      | Літак, що належав приватній особі, зробив жорстку посадку. При аварійному приземленні літак зніс частину огорожі церкви і врізався гвинтом в стіну будівлі церкви селища. Пілот отримав тілесні ушкодження та госпіталізований в лікарню. |
| 15.06.2015    | Росія RA-84553 Заводской номер — 1Г189-20                  | Росія Ростовская область                                                                  | 0/2      | Біплан здійснив вимушену посадку і згорів на землі. Одна людина постраждала. |
| 19.06.2015    | Росія RA-40646 Заводський номер — 1Г213-53                 | Росія Красноярський край с. Кежма                                                         | 0/4      | Літак здійснив вимушену посадку під час пожежогасіння лісу. |
| 25.06.2015    | Шаблон:Флаг Республики Корея HL1090 Заводський номер — н.д | Південна Корея провінція Чхунчхон-Пукто                                                   | 0/4      | Ан-2 упав у канаву після втрати потужності двигуна. |
| 1.08.2015     | Румунія YR-PEG                                             | Румунія Стенкуца                                                                          | 1/2      | При виконання агрохімічних робіт впав на поле. |
| 6.09.2015     | Німеччина D-FWJK                                           | Німеччина Мерзебург                                                                       | 0/2      | Ан-2ТД перекинувся через сильний вітер під час транспортування. |
| 16.09.2015    | Росія RA-35141 Заводський номер — 1Г112-23                 | Росія Братськ, Іркутська область                                                          | 0/3      | Здійснив вимушену посадку в лісовому масиві. |
| 06.02.2016    | Росія RA-40204 Заводський номер — 1Г219-54                 | Росія Гай, Оренбурзька область                                                            | 3/3      | Розбився в складних погодних умовах. |
| 28.03.2016    | Велика Британія HA-MKF Заводський номер — 1G233-43         | Велика Британія                                                                           | 0/0      | Зазнав серйозних пошкоджень на землі під час шторму «Кейт». |
| 03.04.2016    | Росія RA-54828                                             | Росія Татарстан                                                                           | 0/1      | Під час проведення сільськогосподарських робіт зробив жорстку посадку, отримав пошкодження. |
| 14.04.2016    | Росія Заводський номер — н.д.                              | Росія Самарська область                                                                   | 1/1      | Зазнав катастрофу під час обльоту сільгоспполя. |
| 06.05.2016    | США N2AN Заводской номер — 1G210-55                        | США Сан-Бернардино                                                                        | 0/2      | Під час польоту впала тяга двигуна, перекинувся на посадці. |
| 26.06.2016    | Казахстан UP-A0273 Заводський номер — 1Г184-11             | Казахстан Алмаатинска область                                                             | 1/3      | Здійснив аварійну посадку під час проведення запилення полів. Постраждали пілот і технік знаходився на борту, літак згорів. |
| 30.06.2016    | Росія RA-33462 Заводський номер — 1Г228-12                 | Росія Саратовська область                                                                 | 2/2      | Зачепився за крони дерев, впав і повністю згорів під час проведення обприскування полів. Обидва пілоти загинули. |
| 31.07.2016    | Росія RA-54790 Заводський номер — 1Г183-54                 | Росія Кемеровська область                                                                 | 3/3      | Врізався в гору і повністю згорів в тайзі. |
| 11.08.2016    | Росія RA-17812 Заводський номер-1Г204-13                   | Росія Республіка Саха                                                                     | 0/3      | Пошкоджений при посадці. |
| 27.07.2017    | Росія RA-40908 Заводський номер — 1G215-45                 | Росія Краснодарський край, Красноармійський район, 1,7 км на північ від н.п. Полтавський. | 2/0      | Після зльоту для обробки ділянки поля при виконанні лівого розвороту сталася зупинка двигуна, командир ухвалив рішення про вимушену посадку на поле поросле сільськогосподарською культурою (соя). У процесі пробігу літак зіткнувся з деревом потім з береговим бруствером Еріка Полтавський |
| 26.08.2017    | Росія RA-33036 Заводський номер — 1G218-23                 | Росія Красноярський край, Єнисейський район, 75 км на північний захід від Єнисейська      | 0/2      | Під час обробки лісу хімікатами, на 40-хвилині польоту з'явилися ознаки задимлення кабіни пілотів. Потім екіпаж почув хлопок (відчув удар) в районі двигуна, після якого почалася тряска і падіння потужності двигуна. Командир здійснив вимушену посадку на ліс. Літак отримав значні пошкодження. Члени екіпажу отримали травми. |
| 02.09.2017    | Росія RA-35171 Заводський номер — 1G113-10                 | Росія Балашиха                                                                            | 2/2      | Розбився виконуючи віраж під час авіашоу з приводу 70-річного ювілею моделі літака. |
| 07.11.2017    | Росія RA-02305 Заводський номер — 1G240-07                 | Росія Амурська область, Селемджинський район, сел. Єкимчан                                | 1/2      | Екіпаж виконував рейс з перевезення вантажу продуктів вагою 1199 кг за маршрутом селище Єкимчан — село Удське Хабаровського краю, поєднаний з маршрутної перевіркою КВС. Череззупинку двигуна літак зіткнувся з деревами висотою до 20 метрів і впав на землю в декількох метрах від огорожі приватного будинку на території селища. В результаті виниклої пожежі повітряне судно частково згоріло. Перевіряючий загинув, командир повітряного судна отримав легкі травми. |
| 20.06.2019    | Казахстан ? Заводський номер — ?                           | Казахстан Акмолинська область, Целиноградський район, 10 км від села Родіна               | 2/3      | Екіпаж з 18 червня виконував АГР на полях ТОВ «Агрофірма« Батьківщина». Злетівши уп'яте о 10 годині 20 червня літак зіткнувся з дерев'яною опорою ЛЕП. Після удару він перейшов у різкий крен і вдарився лівою полукоробкою крил об землю на рівному незасіяному полі. Ліва полукоробка відокремилася і загорілася на землі. Літак вдарився носовою частиною об землю і зупинився на лівому борту приблизно за 100 метрів від місця падіння лівої полукоробки. Гвинтокрильна група, пілотська кабіна і права полукоробка крил зруйнувалися і обгоріли. Командир літака загинув, другий пілот помер в лікарні через добу, авіатехнік отримав важкі поранення. |
| 30.08.2019    | Росія ? Заводський номер — ?                               | Росія біля озера Сілян-Кюєль Кобяйського району Республіки Якутії                         | 2/5      | Летів з місцевості Ус-Хатинь в Якутську до селища Суорд Верхоянського району. Через 400 км приватний літак здійснив вимушену посадку в районі озера Сілян-Кюєль Кобяйського району. При посадці загинуло двоє людей. |

## 2020-ті роки
| Дата       | Бортовий номер                      | Місце катастрофи                                                          | Жертви | Короткий опис |
| ---------- | ----------------------------------- | ------------------------------------------------------------------------- | ------ | --- |
| 9.09.2024  | Росія Заводський номер — ?          | Росія біля села Ватулине Рузького району Московської області              | 2/2    | Літак зазнав аварії під час тренувального польоту після довгострокового ремонту. Згідно повідомлення, борт піднімався в повітря тричі, під час останнього зльоту у нього відмовив двигун та він впав у кукурудзяне поле. Двоє пілотів — загинули. |
| 27.10.2024 | Росія RA-33623 Заводський номер — ? | Росія біля станиці Суворовська, Передгірного району Ставропольського краю | -/5    | Розбився з парашутистами на борту, які планували виконати стрибки. Під час навчального польоту літак втратив тягу, що і спричинило жорстку посадку.                                                                                               |

29 вересня 1964 року було здійснено спробу викрадення пасажирського літака Ан-2 в Молдавській РСР. Двоє злочинців наказали летіти в Туреччину. Пілоти вирішили заблукали увагу загарбників і через деякий час, імітувавши відмову двигуна, посадили літак в поле поблизу Кишинева. Викрадачі, виявивши обман, напали на пілотів і важко їх поранили. З останніх сил пілоти спробували здійснити посадку, але літак все-таки впав з невеликої висоти і розбився. Пілоти (командир повітряного судна Анатолій Шевельов і 2-й пілот Володимир Байдецький) з важкими пораненнями були госпіталізовані. Терористи зникли. Незабаром одного з них заарештували в Бендерах, а другий при затриманні в Кишиневі був застрелений, убивши перед цим двох працівників міліції (загинули начальник міськвідділу міліції Кишинева Андрій Михайлович Баженов і постовий старшина міліції Лев Спектор).